# Kadettenkorps Trogen

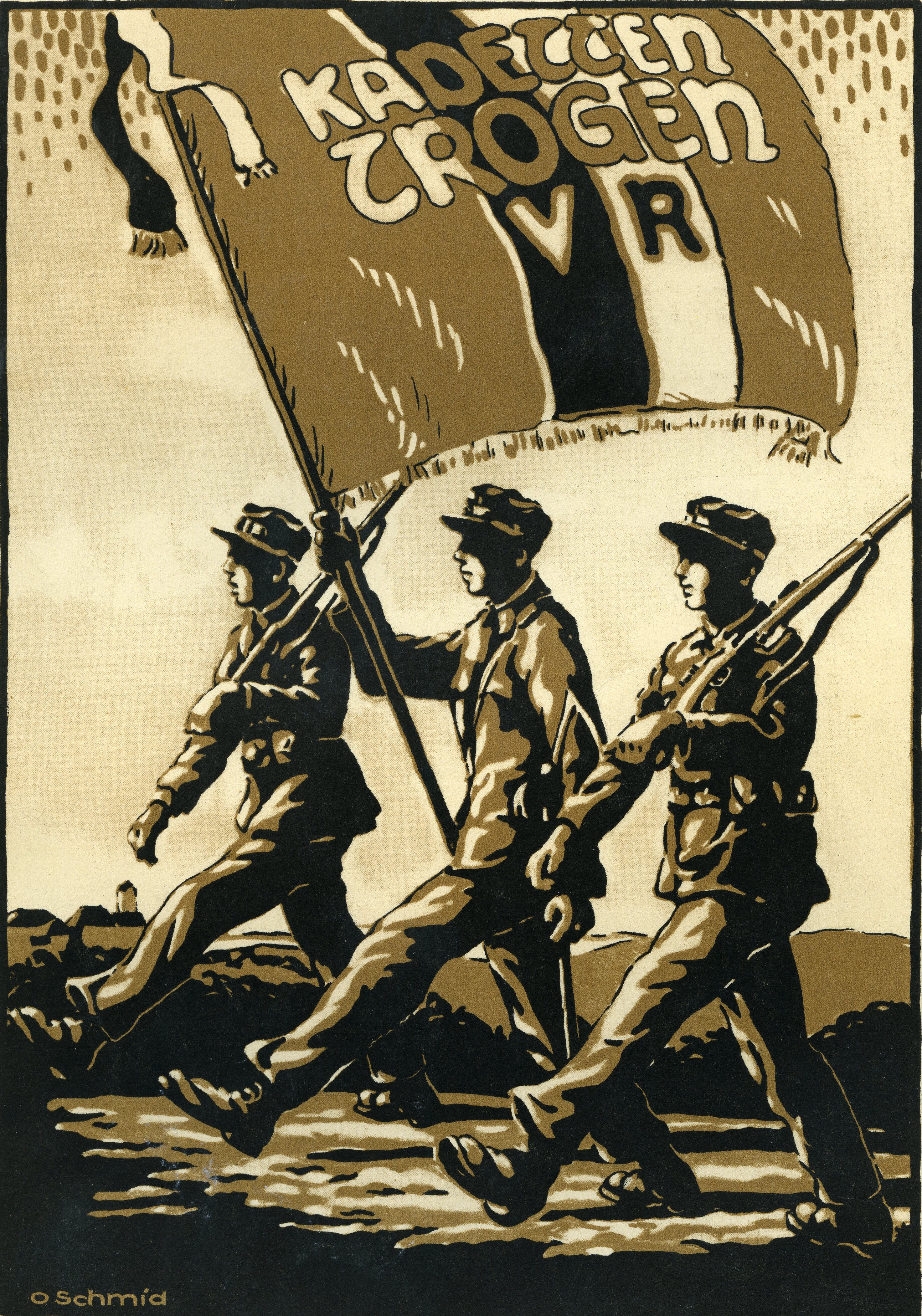
Trogener Kadetten marschieren mit ihrer Korps-Fahne. Linolschnitt des ehemaligen Zeichnungslehrers Otto Schmid

Die Geschichte des Kadettenkorps Trogen zeigt ein exemplarisches Abbild des früheren gymnasialen Kadetten-Alltags in der Schweiz und dokumentiert eine Unterrichtsform, die durch militärische Übungen und Patriotismus Gehorsam schulte, der Vorbereitung auf die Rekrutenschule diente und gleichzeitig auch eine Vorstufe des Turnunterrichtes war. Das Korps der Kantonsschule Trogen (KST) wurde 1857 geschaffen, regelmässige soldatische Übungen fanden 1870 Eingang in den Unterricht. Einmal in der Woche wurden die Schüler von Armee-Offizieren und Lehrern der Kantonsschule in Disziplin und Ausdauer geschult, indem man Marschübungen durchführte, Schiesstage veranstaltete oder Gefechts- und Nachtübungen absolvierte; befreit davon waren lediglich Schüler aus dem Ausland. Jeweils nach dem Ende der beiden Weltkriege gerieten die Kadetten in Kritik und Stimmen, welche ihre Auflösung forderten, wurden laut. Im Zuge der weltweiten Friedensbewegungen von 1968 wurde das Kadettenkorps der KST fünf Jahre später aufgelöst.

## Geschichte des Kadettenkorps

### Ursprung

Schweizer Kadetten auf einer Exkursion 1869

Vom 18. bis Anfang des 20. Jahrhunderts dienten in der Schweiz die Kadettenkorps vor allem dazu, männliche Jugendliche auf ihre Pflichten als Staatsbürger einer Demokratie vorzubereiten, wobei dem damaligen Zeitgeist entsprechend der Dienstpflicht in der Milizarmee besondere Bedeutung zukam. In diesem Sinne unterhielt auch der Pädagoge Johann Heinrich Pestalozzi zur physischen Ertüchtigung der Schüler an seinem Institut in Yverdon ein Kadettenkorps. Das Kadettenwesen wurde in der schweizerischen Öffentlichkeit des 19. Jahrhunderts breit unterstützt, unter anderem auch infolge der zahlreichen kriegerischen Auseinandersetzungen in den Nachbarländern. Die Kadetten fanden dementsprechend Eingang an Mittelschulen und Gymnasien, womit gleichzeitig die klassische schulische Vorbereitung auf das Berufsleben und auf die Rekrutenschule vereint wurden. Besondere Kadetteninternate für Offiziersausbildung, sogenannte Kadettenanstalten, gab es in der Schweiz, im Gegensatz zu Deutschland und Österreich-Ungarn, nie.
Der Ursprung des Kadettenwesens an der Kantonsschule Trogen hing mit der Gefährdung der Schweizerischen Eidgenossenschaft im Neuenburgerhandel des Jahres 1857 zusammen: Die Drohungen des Königs von Preussen, Friedrich Wilhelm IV., der nach einem Putsch der Royalisten im ehemals preussischen Neuenburg seine Souveränitätsrechte, lange nach der Aufnahme dieses Territoriums in den schweizerischen Staatsverband, geltend machen wollte, erregte in der Schweiz eine patriotische Hochstimmung. Diese führte nicht nur zur Mobilisation eidgenössischer Truppen, sondern auch zur Bildung von freiwilligen Korps und Kadettenkompanien. Trotz der aussenpolitischen Gefahr begannen in Trogen erst nach 1870, bezeichnenderweise wieder nach einer europäischen Krise (Deutsch-Französischer Krieg), regelmässige militärische Kadettenübungen der an der Schule.

### Zweck
Mit dem Kadettenwesen an der Kantonsschule Trogen konnten vor allem drei Dinge miteinander verbunden werden: Die Vorbereitung auf den späteren Wehrdienst, die körperliche Ertüchtigung und das Trainieren von Unterordnung und Disziplin, was bei der Führung einer hohen Schülerzahl vieles vereinfachte. In einem Merkblatt von 1951 ist unter „Ziele der Kadettenübungen“ dazu auch folgendes zu lesen: «Weckung der Wehrfreudigkeit, Bereitschaft, spezifisch schweizerische oder allgemein kulturelle Werte unbedingt zu verteidigen. Disziplinierte Haltung in jeder Situation. Fertigkeit im Umgang mit der Schusswaffe.» Die Schulleitung glaubte fest an die erzieherische Wirkung einer Ordnung, die den Jugendlichen zwang, während eines Nachmittags in der Woche in militärischem Drill die Gegend zu durchwandern, den Körper zu trainieren, Strapazen zu erleiden und sich nicht immer angenehmen Anordnungen zu unterziehen. Auch in der Bevölkerung war der Respekt vor dieser Einrichtung gross. So konnte man in den 1880er-Jahren in der Appenzeller Landes-Zeitung lesen: «Hoch lebe der Kadettenstand, früh übt er für das Vaterland!›» 1921 unterstrich Rektor Ernst Wildi in der Festschrift zur 100-Jahr-Feier der Kantonsschule den Sinn der Kadetten ausführlich: «Wir bezwecken mit den Übungen die Erziehung zu Pünktlichkeit, zu williger Unterordnung unter die Befehle Anderer, zu Ausdauer und Fähigkeit im Ertragen von Anstrengungen und die Stärkung der Willenskraft. Der angehende Staatsbürger soll lernen, seine persönlichen Neigungen und Wünsche dem Interesse des Ganzen unterzuordnen; er muss entgegen seiner Launen hinaus in Sonnenbrand, über Stock und Stein seine Beweglichkeit zeigen, durstig marschieren lernen und auf dem Schiessplatz Augen und Nerven im Zaum behalten. Auch liegen in exakter Arbeit, in pflichtgetreuer Pflege der anvertrauten Waffe, im saubern Anzug, im kameradschaftlichen Zusammenarbeiten entschieden erzieherisch wertvolle Momente. Es herrscht heute die Neigung zu egoistischer Überwertung der Persönlichkeit. Alles, was nach strammer Disziplin riecht und persönliche Opfer verlangt, ist verpönt. Man will frei sein, Herr und Meister des eigenen Willens. Die Früchte einer derartigen Geistesrichtung werden erst nach Jahren klar zu Tage treten; denn jung gewohnt, ist alt getan. Darum sehen wir eine Institution, welche Zucht und Ordnung erstrebt, nicht als veraltet an.»

### Methode

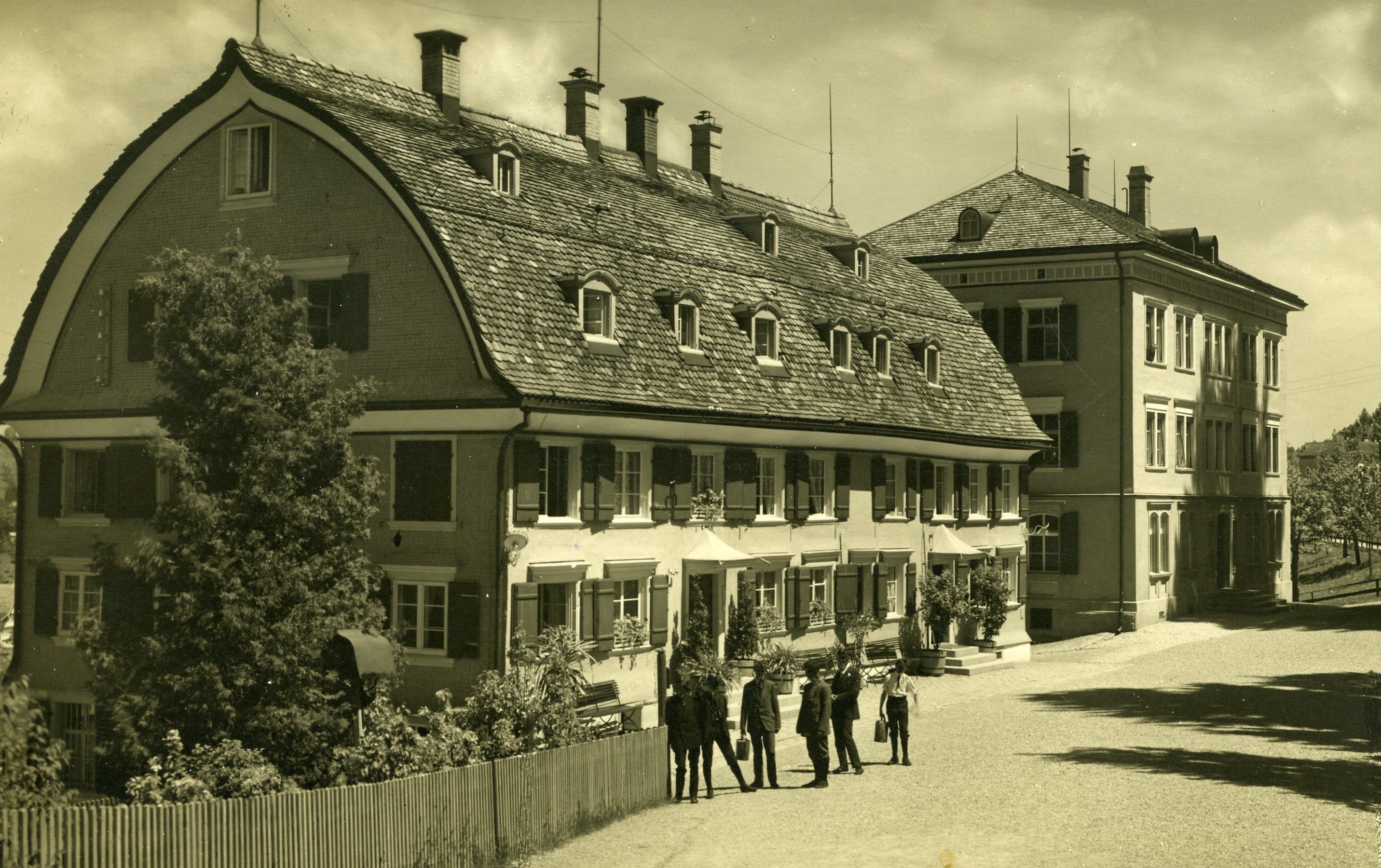
Die Kantonsschule Trogen um 1910: Knabenkonvikt (links) und «Altes Schulhaus» (rechts)

Damit die Kadetten die formulierten Ziele erreichten, fand in der Regel am Mittwochnachmittag der Kadettenunterricht statt. Geübt wurden Kompanieschule (Exerzieren, Salutieren), Gewehrkenntnis, Patrouillen- und Relaisdienst (Nachrichtenübermittlung), Marschübungen, Gefechts- und Schiessübungen. Über die Anfänge des Unterrichts an der KST berichtet Ernst Wildi: «Nachdem im Jahre 1853 eine erste Anregung, militärische Übungen einzuführen […] von der Aufsichtskommission mit Mehrheit abgewiesen worden war, brachte eine vaterländische Welle anno 1857 den Waffendienst an der Kantonsschule zu Ehren. Aber nach einiger Zeit scheint das Interesse für das Exerzieren abgeflaut zu sein; denn wir finden keine Belege, die uns in der folgenden Epoche in die militärischen Übungen Einsicht gewähren würden. Erst im Jahre 1869 verlangte der patriotisch gesinnte Dekan Heim energisch, dass die militärischen Übungen an der Kantonsschule fortgesetzt und regelmässig betrieben werden möchten, wobei Herr Kommandant Hohl in Trogen beauftragt wurde, eine Persönlichkeit zu suchen, die sich eigne, das Exerzieren in gehöriger Weise zu leiten. Diese fand sich in der Person des damaligen Leutnants J.W. Rutz, der sich dem Kadettenwesen mit Begeisterung zur Verfügung stellte. Im Sommer 1870 begannen also wieder regelmässige Übungen, welche auf den Samstagnachmittag fielen, wobei allerdings die Grenzbesetzung im Deutsch-Französischen Krieg bald wieder zur Arbeitseinstellung zwang, weil die leitenden Männer unter die Waffen gerufen wurden.»

### Kritik

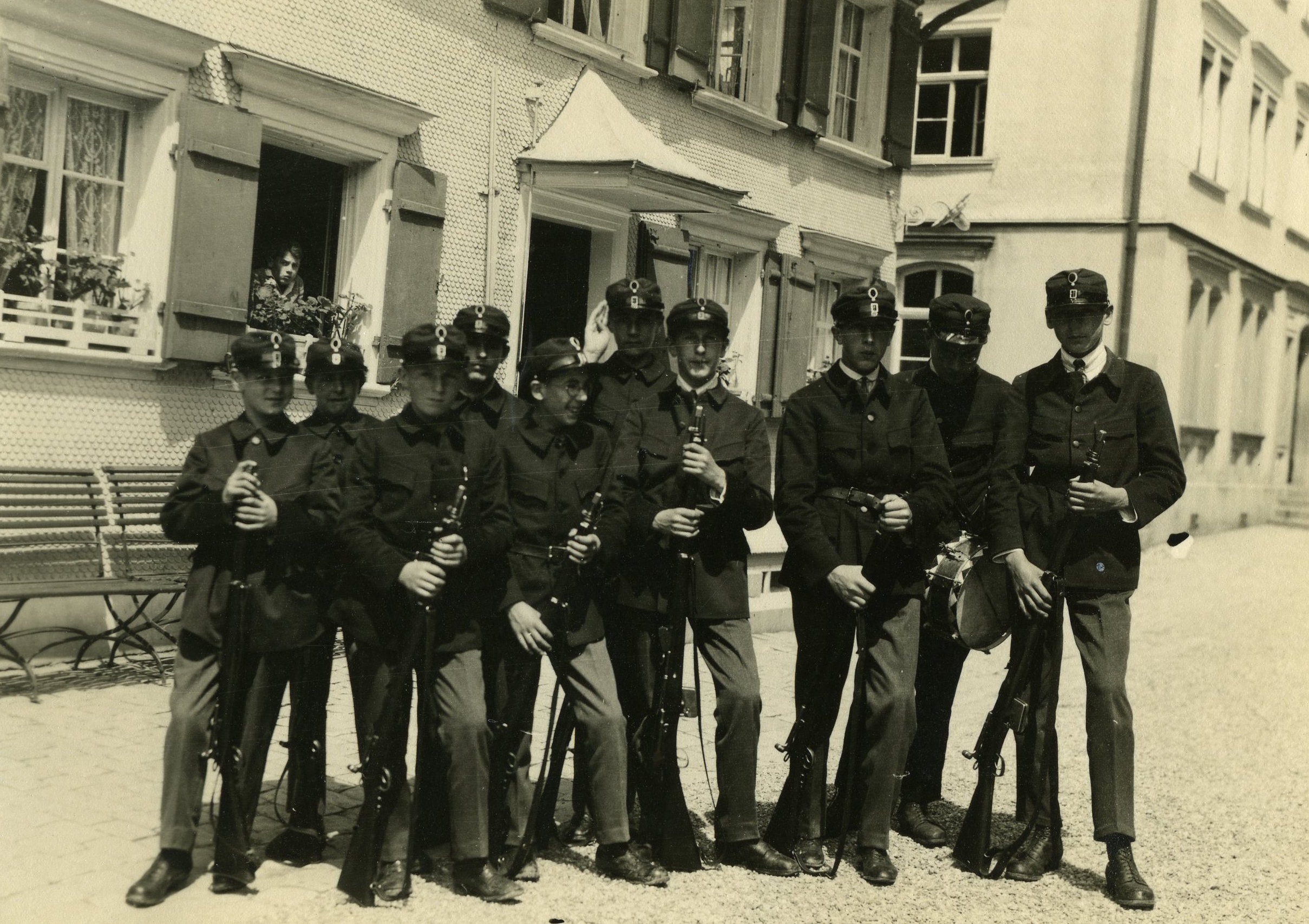
Schüler der Kantonsschule Trogen, kurz nach der Rekrutierung zum ersten Mal mit Uniform und Gewehr, 1926

Das Kadettenwesen sah sich im 20. Jahrhundert zunehmender Kritik ausgesetzt, da sich die Gesellschaft und ihre Werte wandelten; dazu kam, dass die Kadettenkorps durch die neu aufkommende Turnbewegung, bei welcher auch Mädchen teilnehmen konnten, verdrängt wurden. Die Bedeutung des Sports manifestierte sich spätestens in den 1960er-Jahren in dem Projekt, den Kadettenverband in Schweizerischer Verband für Schulsport umzubenennen. Auch an der Kantonsschule Trogen spürte man vermehrt Widerstand gegen den Kadettenunterricht. Dies zeigte sich auch in den häufigen Dispensationen von Schülern. Rektor Wildi beobachtete diese Entwicklung und schrieb 1923 an den Regierungsrat: «Einige Dispensationsgesuche vom Kadettendienst, bei welchem hausärztliche Zeugnisse vorlagen, welche mit meinen Beobachtungen aus der freien Zeit, z. B. auf dem Footballplatz nicht übereinstimmten, wies ich an Herrn Dr. Ritzmann, und die Leute wurden dann zum Dienst verpflichtet. […] Wir spüren in diesen Dispensationsgesuchen eine Welle der Zeit, und ich frage mich oft, ob wir nicht das Exerzieren durch Sportnachmittage ersetzen müssen, wobei vielleicht für die körperliche Ausbildung der Jungens mehr herausschauen wird. […] Gewiss haben wir in Trogen ausserordentlich viel gesundheitlich zarte Jünglinge, die eben gerade dieses Zustandes wegen nach Trogen kommen, und gewiss gab es schon vor 20 Jahren viele Individualisten und Drückeberger, denen das in Reih- und Gliedstehen, das Marschieren im Sonnenbrand etc. nicht behagte. Heute hängt man eben ein ethisches oder pazifistisches Mäntelchen um, und bei diesen und jenen Eltern spricht wirklich innere Überzeugung oder politisches Glaubensbekenntnis mit.» Am meisten geriet der Kadettendienst, wie auch das Militärwesen, jeweils nach Beendigung der beiden Weltkriege unter kritischen Beschuss. So wurde beispielsweise nach dem Zweiten Weltkrieg das formelle Exerzieren stark eingeschränkt. 1949 schrieb der Kadetteninstruktor Martin Adank im Jahresbericht der Schule: «Die militärische Ausbildung besteht nur noch aus ganz wenigen Appellübungen und in der für das Scharfschiessen notwendigen Schiessvorbereitung.» Das Schiessen wurde zwar weiterhin sehr ernsthaft betrieben, und auch die Erziehung zu Genauigkeit und Konzentration wurde für wichtig erachtet, trotzdem drängten sich Änderungen auf. So waren zum Beispiel die Gliederung in eine Kompanie und die Kaderhierarchie fragwürdig geworden. Im Gegensatz zu anderen Orten, wie etwa Herisau, sprach man in Trogen jedoch noch nicht von Abschaffung: «1949 beschloss die Lehrerschaft unter dem neugewählten Rektor Walter Schlegel die Beibehaltung des Kadettenwesens.»

### Rechtfertigung

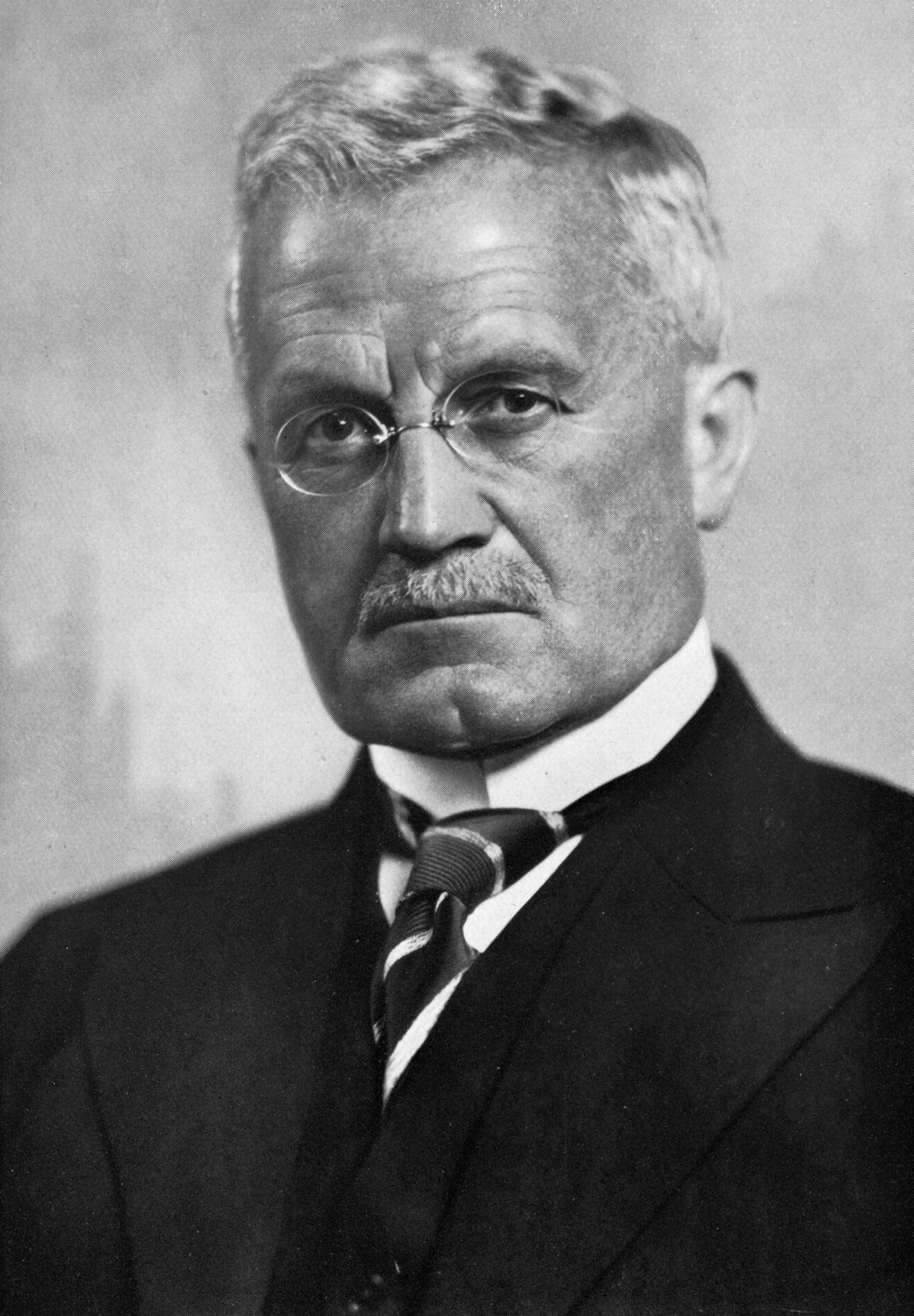
Ernst Wildi, der amtslängste Rektor der Kantonsschule Trogen (1904–1937)

Von allen Rektoren der Kantonsschule Trogen verteidigte Ernst Wildi, selbst Oberstleutnant in der Schweizer Armee, die Kadetten am meisten: «Wir haben den Sturm gegen die bewaffneten Kadettenkorps nie mitgemacht, auch seit den Kriegsjahren das Korps genau wie früher weiter militärisch arbeiten lassen mit Scharfschiessen, Exerzieren und Gefechtsübungen, denn da an der Schule auch in der Freizeit viel geturnt wird, der Kantonsschulturnverein zählt z. B. ca. 90 Mitglieder – so kommt neben dem ‹Militärdienst› auch die Leichtathletik voll zu ihrem Recht.» Als nach dem Ersten Weltkrieg die Stimmen gegenüber dem Kadettenwesen kritischer wurden, betonte Wildi 1921 in diesem Zusammenhang die Wehrhaftigkeit einer neutralen Schweiz gegenüber unsicheren politischen Verhältnissen: «Wenn es in der Armee kriselt, dann haben auch die Kadettenkorps keinen leichten Stand. Wie nach den gewaltigen Anstrengungen der napoleonischen Kriege eine Abspannung sich zeigte, so dass in dem damaligen Kadettenwesen der Schweiz Ziellosigkeit und allgemeine Unlust gegenüber dem Waffendienst sich kundgaben und dieses und jenes Korps jahrelang die Übungen einstellte, so ist der furchtbare Weltkrieg von ähnlichen Folgeerscheinungen begleitet. Man läuft Sturm gegen das Kadettenwesen, zum Teil aus edelsten, achtbarsten, der Ethik entspringenden Motiven, zum Teil aber auch aus unlauteren Beweggründen, und deswegen, weil Zucht gewissen modernen Jugendorganisationen nicht mehr passen will. Ob unsere Armee ihre Pflicht erfüllen, marschieren oder nicht marschieren wird, hängt nicht vom Kadettenwesen ab. Aber die Frage der Kadettenkorps berührt viel mehr, als oberflächliche Beurteiler wähnen, ernsthafte Probleme. Es handelt sich beim Angriffe gegen den Waffendienst der Jugend um die Untergrabung eines Grundpfeilers unseres Staates, der Wehrfreudigkeit. Sicher gab es und gibt es noch heute militaristische Strömungen in der Schweiz; aber das Schweizervolk ist pazifistisch gesinnt, und wer im August 1914 mit der Truppe über den Jura an die Grenze zog und in sorgenschweren Tagen deren Stimmung genau beobachtete, kann die Überzeugung nicht los werden: Weiter dürfen wir in der Pazifizierung der Geistesverfassung unseres Volkes, wenn dieses wehrhaft und zu erfolgreicher Verteidigung fähig bleiben soll, nicht gehen, solange nicht die europäischen Verhältnisse eine Zukunft sichern, in welcher Recht über Macht siegen wird. Wir müssen von der Jugend und dem Volke verlangen, dass es klar einsieht, dass immer noch Tage kommen können, in welchen es mit der Waffe in der Hand bereit sein muss, Unglück, Not und Gräuel vom heimischen Boden fernzuhalten. Wir sind sicher, die Kleinheit unserer Verhältnisse, die Zusammensetzung des friedlichen Volkes aus drei verschiedenen Sprachstämmen werden uns immer davor bewahren, dass unsere Armee je anders als zur Verteidigung Verwendung finden wird. Wir üben also nicht, um zu zerstören und um zu töten, und ‹es sollte wirklich nicht so schwer halten, einzusehen, dass Flammenwerfer und Feuerspritzen nicht demselben Zwecke dienen.› Die Armee, kein ehrlicher Mann wird dies bestreiten, hat uns in den verflossenen Jahren den Frieden gesichert. Sorgen wir dafür, dass die Mittelschulen ihr bodenständige, schweizerisch und demokratisch denkende, pflichtbewusste Offiziere zuführen, damit sie, solange menschliche Unvollkommenheit ein Heer verlangt, von jenen Strömungen frei bleibe, welche im Lande einer so bösen Verdrossenheit riefen. Wir sind nicht unbelehrbar, und wenn wirklich die Abbauperiode eine anhaltende und keine Modewelle ist, so werden wir von uns aus oder wenn die Behörden und das Appenzellervolk es wünschen, an die Frage der Reorganisation der körperlichen Erziehung herangehen. Wir gestehen, dass uns das Pfadfinderwesen gefällt, wobei allerdings die doch hohe Schülerzahl und die zu kleine Zahl an geeigneten Leitern unüberwindbare praktische Schwierigkeiten bieten könnten, besonders wenn man dahin zielt, dass auch alle Drückeberger und Stubenhocker herbeigezogen werden. Wir verfolgen mit Interesse die Erfahrungen, welche andere Schulen machen, aber wir sind von uns aus nicht geneigt, unter dem Eindruck von Stimmungen grundsätzliche Kursänderungen einzuschlagen. Abgerissen ist bald, aufbauen geht schwerer. Es liegen diesbezüglich schon lehrreiche Beispiele aus der Nachbarschaft vor. Im Gedenken der vaterländischen Traditionen unserer Schule und der Gründe, welche patriotische Männer bestimmten, das Kadettenkorps zu schaffen, wollen wir in unserm bescheidenen Rahmen weiter für die Wehrfreudigkeit des Volkes und damit für die Sicherung der Unabhängigkeit unserer Heimat arbeiten.»

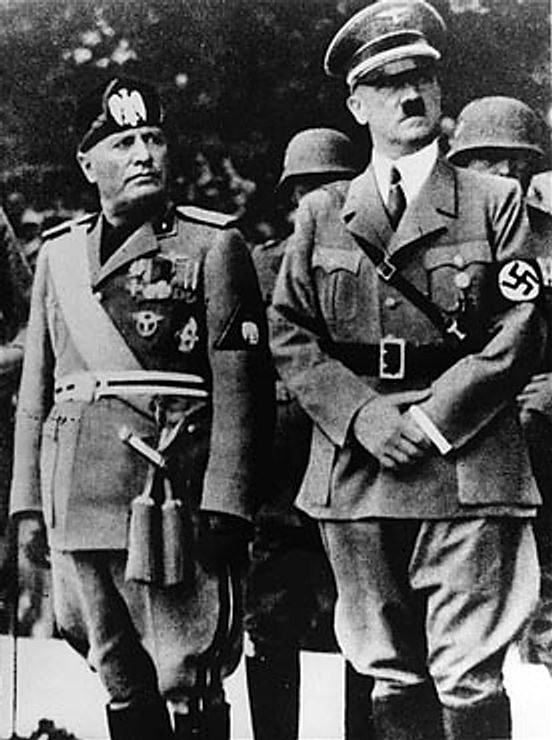
«Schwarze Wolken» über Europa: Benito Mussolini und Adolf Hitler 1937 in München

Als sich 1935, zwei Jahre nach Hitlers Machtergreifung und Mussolinis faschistischem Regime in Italien, eine erneute Gefahr der europäischen Lage abzeichnete, appellierte Wildi in seiner Rede am Schiesstag an die Kadetten: «Es gibt gute Menschen, die aus reiner Friedenssehnsucht heraus, nicht mit rechten Herzen zu unserer Armee und zum Kadettenwesen stehen. Aber blickt über die Grenzen, wo in Nord und Süd mächtige Völker ihre Jugend in straffster Zucht für die Grösse der Heimat begeistern, in den jugendlichen Herzen Stolz auf ihr Volk und jenen Opfersinn pflanzen, der bereit ist, das eigene Leben jederzeit für ein grösseres Ganzes in die Schanze zu schlagen. Und da sollten wir in unsern schönen Bergen, in denen bis heute Wohlstand, Ordnung und Freiheit wohnten, Waschlappen und Drückeberger sein, denen Gehorsam, Unterordnung und williges Strapazenertragen zuwider ist? Liebe Kadetten: Das darf nicht sein! Wir wollen das, was die Väter in hartem Kampf errungen haben, nicht preisgeben. […] Dass unsere Heimat trotz des Völkerbundes dieses Schutzes bedarf, das zeigen leider die schwarzen Wolken, die sich am politischen Himmel zusammenziehen. […] Von ganzem Herzen hoffe ich, dass der Friede über Europa erhalten bleibt, dass einst die Zeit kommen wird, wo Recht über die Macht siegt.»

### Das Ende
Bereits in den 1920er-Jahren wurde an der Kantonsschule Trogen über die Abschaffung der Kadetten diskutiert: Der Lehrerkonvent verlangte damals die Auflösung des Kadettenkorps zugunsten des Turnens. Allerdings lehnte die Aufsichtskommission der KST den Antrag ab. So blieb der obligatorische militärische Vorunterricht im Kanton Appenzell Ausserrhoden Bestandteil des Schulprogramms, obwohl andere Kantone nach dem Ersten Weltkrieg diesen teilweise durch den Turnunterricht ersetzten. Nach dem Zweiten Weltkrieg wurden die Übungen weiter reduziert und angepasst: Die zum Kadettendienst verpflichteten Knaben blieben in vier Züge eingeteilt, welche von Lehrerinstruktoren ohne Schülerkader geleitet wurden. Zum hauptsächlichen Programm gehörten nun Geländeübungen, Kartenlesen oder Kompasskunde, daneben legte man das Hauptgewicht auf Körpertraining. Die körperliche Ausbildung war auch Vorbereitung für die eidgenössischen Kadettentage, die 1950 in Aarau und 1954 in Thun besucht wurden. Weiter fanden alle zwei Jahre noch die Kadettenausmärsche statt. Ab 1955 wurde das Mittwochnachmittags-Programm erweitert durch Exkursionen und praktische Übungen wie zum Beispiel die Erstellung einer Brücke über den «Säglibach». Ausgebildete Instruktoren wurden nur noch für das Schiessen und die turnerische Grundschulung zugezogen, im Übrigen sollte möglichst die ganze Lehrerschaft den Mittwochnachmittag für Demonstrationen und Exkursionen ausnützen. Einzelnen Lehrern war es aufgetragen, die Organisation zu übernehmen, was sich als zunehmend schwierig erwies. Bei diesem Betrieb war die Uniform hinfällig geworden: Nachdem man zuerst noch die Mütze als obligatorisch beibehalten hatte, wurde die einheitliche Bekleidung schliesslich ganz aufgegeben. Damit war auch der letzte Rest des einstigen Kadettenkorps beseitigt. Seit 1960 mehrten sich die Klagen von Rektor Walter Schlegel, dass die Möglichkeiten, die Kadettenunterrichtszeit nützlich auszufüllen, von der Lehrerschaft zu wenig benützt wurden. Im Jahresbericht 1964/65 hiess es diesbezüglich: «Mit der Aktivität, die an den Mittwochnachmittagen entfaltet wurde, können wir uns nicht brüsten.» Dazu kam, dass der Kadetteninstruktor Adolf Bodmer aus gesundheitlichen Gründen im Schiesswesen entlastet werden musste. Obwohl jüngere Lehrerkollegen einsprangen, war es nicht möglich, diese Ausbildung auf die Dauer in gleicher Weise aufrechtzuerhalten. 1971 musste sich Rektor Schlegel als Folge der weltweiten Friedensbewegungen von 1968 gegen die Presse wehren, die behauptet hatte, in Trogen sei das Schiessen ebenso wichtig wie irgendein anderes Schulfach.

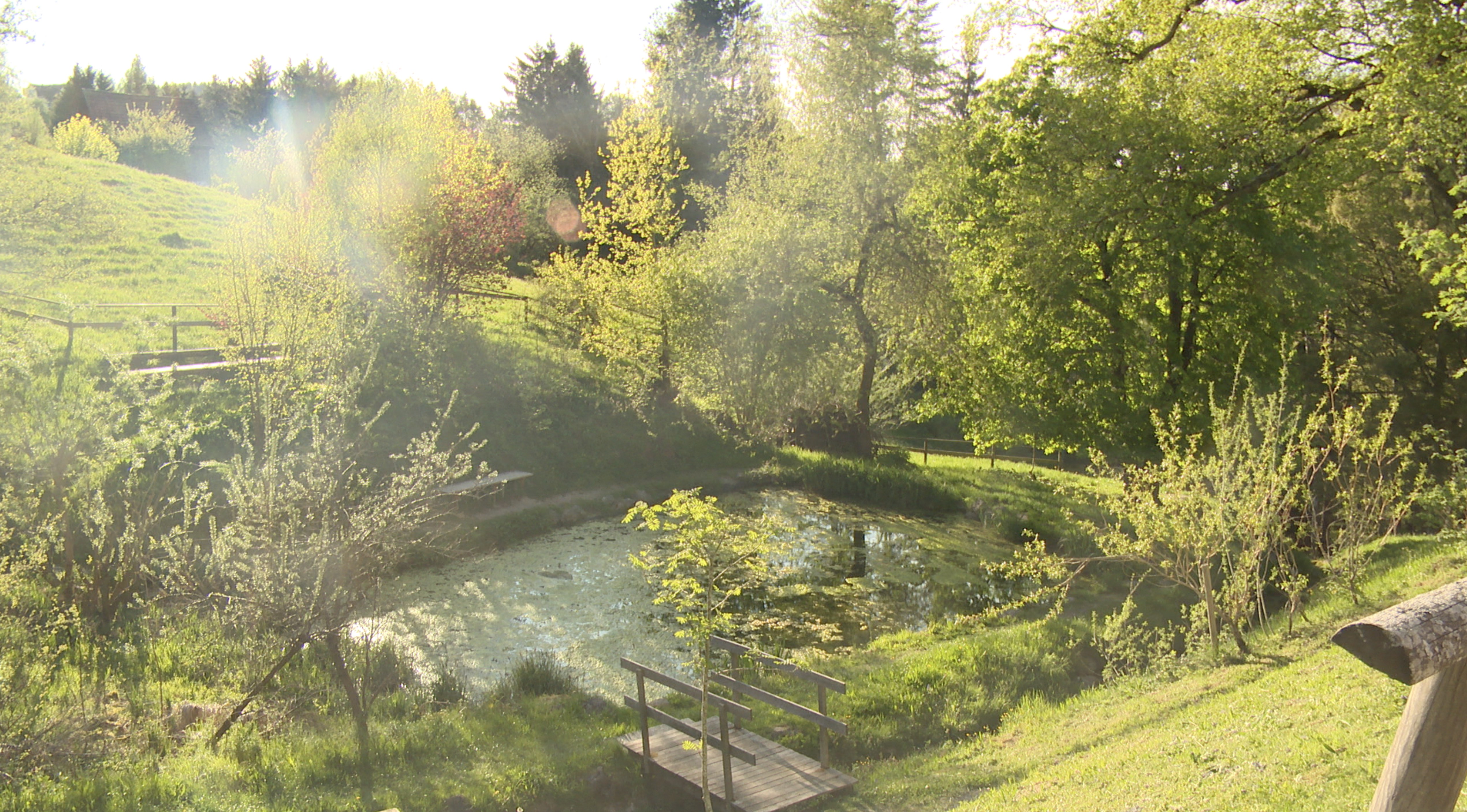
Das Biotop der Kantonsschule, mitfinanziert aus den ehemaligen Kadettengewehren

Im weiteren Verlauf scheiterten alle Bestrebungen, das Schiesswesen an der KST weiterzuführen und im Jahresbericht 1971/72 bemerkte der neue Rektor Ernst Kuhn: «Im vergangenen Jahr war es uns leider nicht mehr möglich, einen ausgebildeten Leiter zu finden, der bereit gewesen wäre, den Schiessunterricht am Mittwochnachmittag zu übernehmen.» Weiter zeigte es sich, dass die grossen Veränderung im Öffentlichen Verkehr dazu führten, dass die Schüler nun nicht mehr zwingend im Konvikt oder einer Pension in Trogen wohnen mussten, sondern mehrheitlich verstreut im ganzen Kanton lebten. Es war kaum noch möglich, die Lernenden zur Teilnahme an gemeinsame Übungen an den Mittwochnachmittagen nach Trogen zu befehlen. Dies alles führte schliesslich dazu, dass 1973, exakt hundert Jahre nach der Einführung der Kadettenkommission, das Kadettenkorps der KST aufgelöst wurde. Zwanzig Jahre später kamen die Kadettengewehre zu ihrem letzten «Einsatz»: Als von 1993 bis 1995 die Bauarbeiten für die «Arche», dem bislang grössten Bauprojekt an der KST, stattfanden, legte man auf dem Areal der Kantonsschule auch ein Biotop mit Weiher an. Zur Mitfinanzierung dieses Projektes verkaufte man die alten Waffen, welche so von «Schwertern zu Pflugscharen» wurden.

## Organisation

### Kadettenkommission
Die Organisation der Kadetten war hierarchisch strukturiert. An der Spitze stand die Kadettenkommission, bestehend aus dem Präsidenten, der gleichzeitig auch Rektor der Kantonsschule war, einem Kadetteninstruktor und einem Kassier. Die Kommission wurde in Trogen 1873 eingeführt: In diesem Jahr verlangte der damalige Instruktor, dass man zur Leitung des ganzen Kadettenwesens eine besondere Behörde schaffe. Die Aufsichtskommission der Schule entsprach dem Begehren und wählte die erste Kadettenkommission mit Kantonsschuldirektor Johann Georg Schoch als Präsidenten. Die Zahl der Kommissionsmitglieder wurde später auf fünf und dann sogar auf sieben erhöht, bis man sie im Jahre 1896 wieder auf die Dreierzahl reduzierte. Bei der Auswahl des Kaders legte die Kadettenkommission der Lehrerschaft jeweils die Beförderungsvorschläge vor, so dass bei gleicher militärischer Eignung die Leistungen in der Schule den Ausschlag gaben. Zudem hatte die Lehrerschaft jederzeit das Recht, bei Beförderungen ihr Veto einzulegen. 1936 wurde in Vevey der Eidgenössische Kadettenverband gegründet, um die Kadetten und deren Kommissionen untereinander zu vernetzen. Trogen allerdings beteiligte sich nicht daran; Rektor Wildi sagte dem Präsidenten mit folgender Begründung ab: «Ich bin persönlich kein Freund von Verbänden, Delegiertenversammlungen usw. Ich brauche Zeit und Geld lieber zu tätigem Handeln an dem Ort, wo man wirklich da sein muss. Ich weiss auch nicht, ob man an den Tagungen, bei der so verschiedene Einstellungen der Korps zur militärischen Arbeit, Anregung holen könnte.»

### Kadetteninstruktoren
Das höhere Kader der Trogener Kadetten bestand aus Kadetteninstruktoren, an deren Spitze in der Regel ein in Trogen wohnhafter Offizier der Schweizer Armee stand, welcher zusammen mit den Lehrerinstruktoren der Kantonsschule die Übungen leitete. Nur ausnahmsweise zog ein vielbeschäftigter Instruktor aussenstehende Kameraden zur Mithilfe herbei. 1915 beispielsweise befehligte der Kadetteninstruktor Oswald Eugster, der das Kadettenkorps von 1912 bis 1945 leitete und den Spitznamen «Lederapfel» innehatte, 129 Mann in vier Zügen gegliedert, darunter ein Feldweibel, sechs Tambouren und 117 Gewehr tragende Schüler. Die Instruktoren verrichteten die zeitaufwändige Arbeit jahrelang ohne Entschädigung, bis ihnen 1920 schliesslich eine jährliche Gratifikation von 50 Franken zugesprochen wurde, die knapp für die persönlichen Auslagen während der Übungen und des Ausmarsches ausreichte. Mit der immer grösser werdenden Zahl der Kadetten verlangten die Übungsnachmittage, die vielen Schiesstage, die Vorbereitungen für die Übungen, die Rekognoszierung der Ausmarschgebiete, die Planung von Gefechtsübungen, die umfangreichen Schiessberichte und Korrespondenzen ein solches Mass an Zeit, dass man schliesslich für die verantwortungsvolle Arbeit eine angemessene Entschädigung ausbezahlte.

### Unteroffiziere

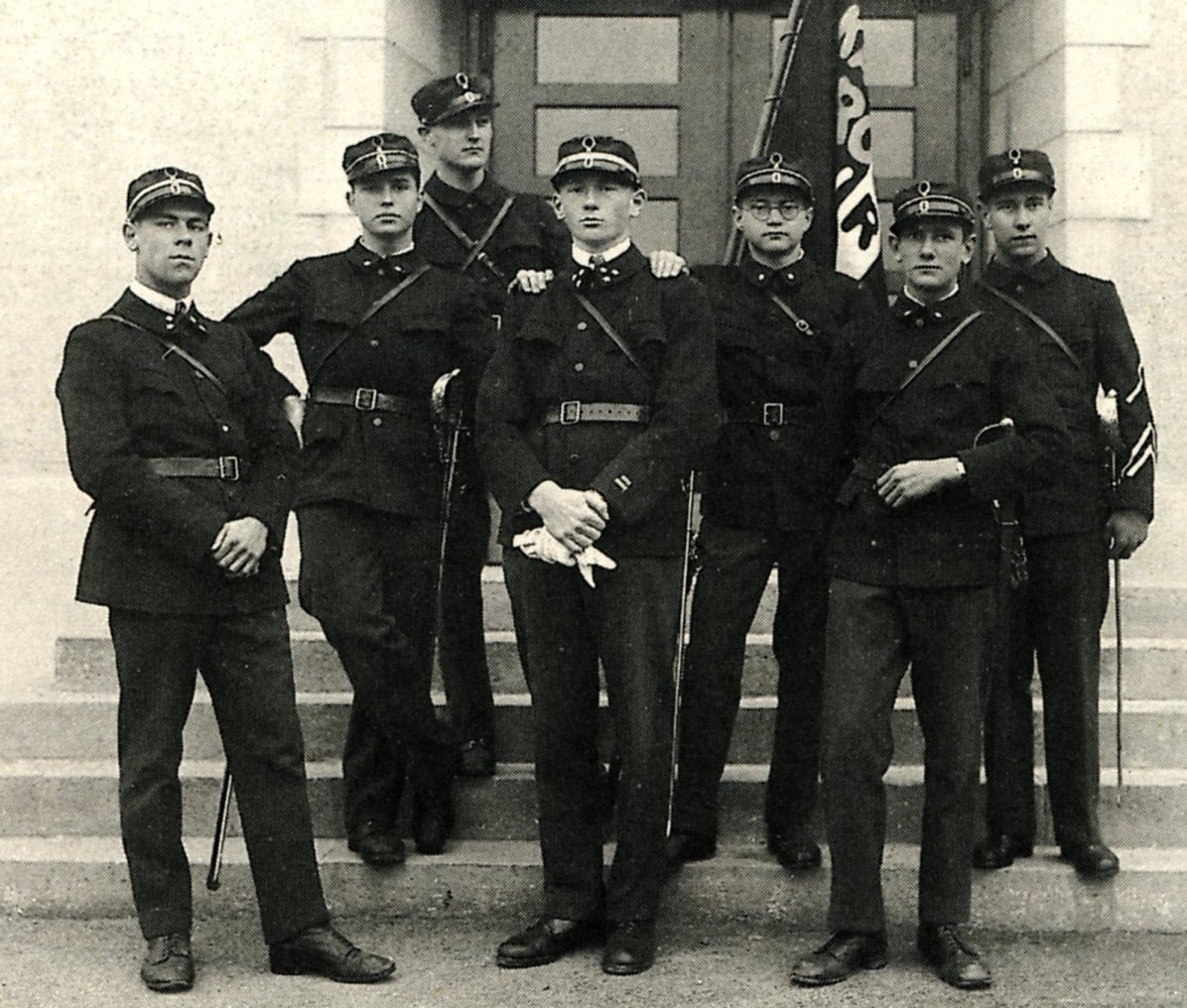
Unteroffiziere bei der Einweihung des «Roten Schulhauses» 1931. Links: Walter Schläpfer, späterer Lehrer an der Kantonsschule

Bis nach dem Zweiten Weltkrieg konnten Schüler zu Unteroffizieren befördert werden und hatten damit während des Kadettenunterrichts Befehlsgewalt über ihren Schulkameraden. Ernst Wildi schrieb dazu: «Man spricht übrigens so viel von der Selbstregierung der Schüler. Nun, bis zu einem gewissen Grad liegt sie hier ja vor; denn die älteren Kadetten, welche in Kaderübungen und durch eigenen längeren Dienst dazu vorbereitet sind, helfen bei der Erziehung ihrer jungen Kameraden mit. Es ist dabei natürlich nicht angebracht, von ihnen ein Können zu erwarten, das nicht einmal alle Milizoffiziere unserer Armee aufbringen, und es kann nicht alles auf das Tüpflein klappen. Wir dulden aber kein ‹Gigerltum› und keine Selbstüberhebung unseres Kaders; wir geben demselben auch keine Strafkompetenzen, und Fälle, dass der ‹Kadettenkapitän› seine Leute auf eigene Faust zum Exerzieren aufbietet, sind bei uns ausgeschlossen.» Und 1935 sprach der Rektor diesbezüglich zu den neuen Korporälen: «Ihr werdet dabei erfahren, dass Erziehen nicht immer leichte Arbeit bedeutet. Da ihr selbst noch auf der Schulbank sitzt, wisst ihr aus Erfahrung, wie ungern man es hat, wenn man grob angefahren wird, wenn man glaubt, unrecht behandelt zu werden, wie froh man aber ist, wenn man das Gefühl hat, der Lehrer möchte mir helfen und er vermeidet jeden nicht nötigen Druck. Zieht nun aus eurer eigenen Erfahrung die rechten Folgerungen. Nehmt euch vor: Ich will meine Kadetten mit Takt, ohne grobe Beschimpfungen, geduldig und ruhig führen. Ich will versuchen, mit meiner Gruppe, meinem Zug, die Arbeit froh zu nehmen. Ich will daran denken, dass ich meinen Leuten ein gutes Beispiel gebe, und dann wollen wir in strammer Haltung, die auch dem Zivilleben zugut kommt, miteinander möglichst viel lernen, damit wir einst dem Lande gute Bürger und Schützer werden.»

## Ausrüstung

### Uniform

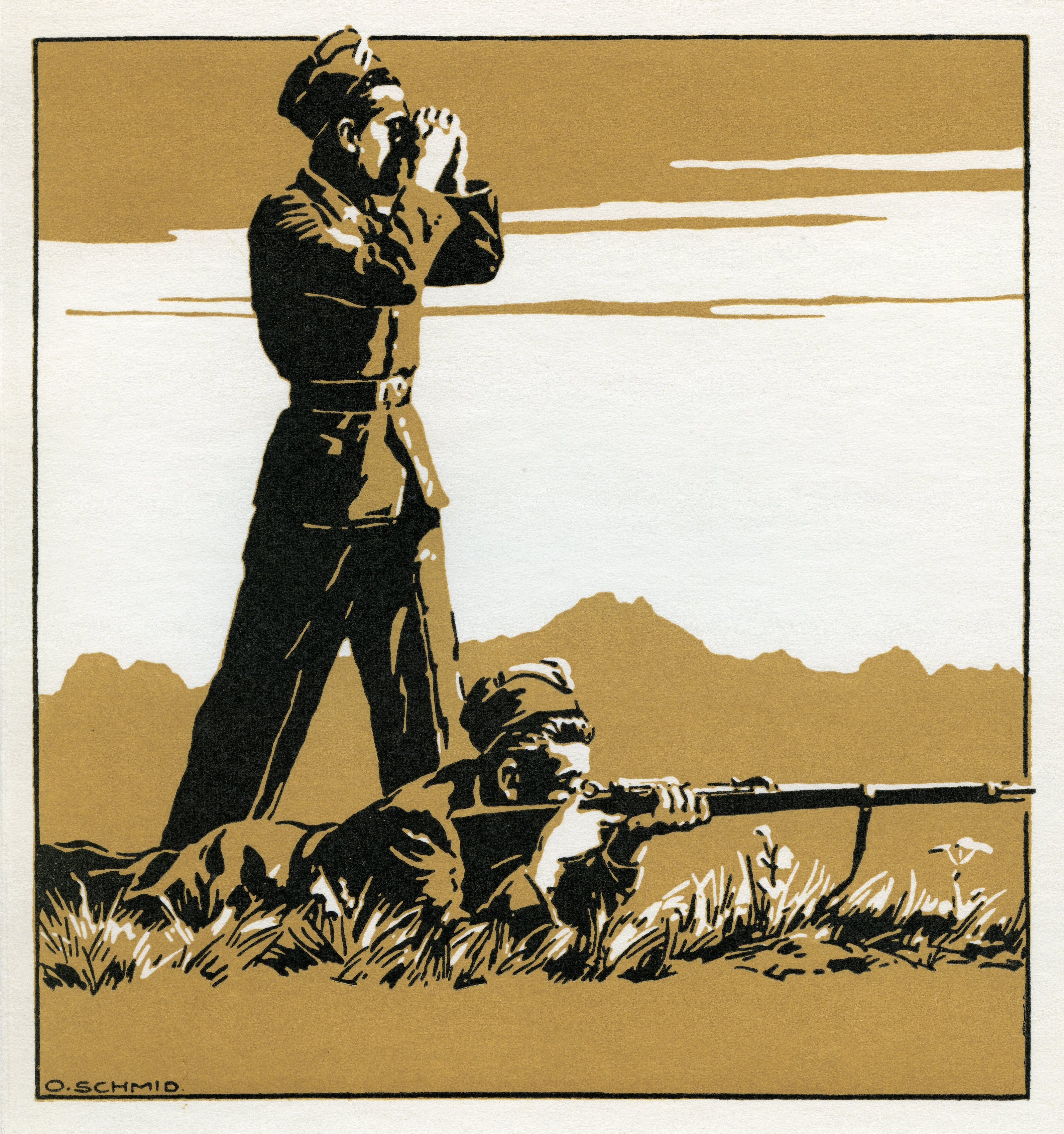
Titelbild der KVT-Mitteilungen Nr. 29: Kadetten in Uniform während einer Übung. Im Hintergrund: Alpstein mit Säntis. Linolschnitt von Otto Schmid

Im Jahr 1873 wurde an der Kantonsschule Trogen fakultativ ein Waffenrock mit Gürtel als Uniform eingeführt, der für einen damaligen Schüler eine Auslage von 35 Franken bedeutete. 1893 wurde eine neue Uniform ohne Metallknöpfe und Zierrat für obligatorisch erklärt, wobei die Aufsichtskommission den Beschluss fasste: «Es sehe jeder selber zu, wie er eine solche Uniform erhalte.» Als in den Folgejahren die Tuchpreise zunehmend anstiegen, organisierte die Schulleitung für unbemittelte Schüler ältere Uniformen weggezogener Kadetten. Gegen Ende des Ersten Weltkrieges gestattete man denjenigen Kantonsschülern, für welche die Anschaffung einer Uniform zu grosse Schwierigkeiten bot, den Kadettendienst in Zivilkleidern zu absolvieren; einzig die Mütze wurde weiterhin als obligatorisch erklärt. Walter Schläpfer, der 1929 als Schüler von Herisau nach Trogen kam, beschrieb seine neue Kadettenkleidung wie folgt: «Die Uniform, die ich in Trogen sofort anzuschaffen hatte, war im Vergleich dazu [zu Herisau] geradezu altmodisch: Lange blaue Hose, geschlossener Rock und traditionelles Käppi. […] 1938 konnten die Trogener ihre Uniform modernisieren, sie bestand seit 1937/38 aus einem wollenen Sportshemd, langer Hose, leichtem Lodenrock und einer Police-Mütze, alles in feldgauer Farbe (siehe Titelbild und Illustrationen in Heft 29, 1949/50, der Mitteilungen).» Gegen Ende der 1950er-Jahre wurde, nachdem man zuerst noch die Mütze als obligatorisch beibehalten hatte, die einheitliche Bekleidung schliesslich ganz aufgegeben.

### Kadettengewehre

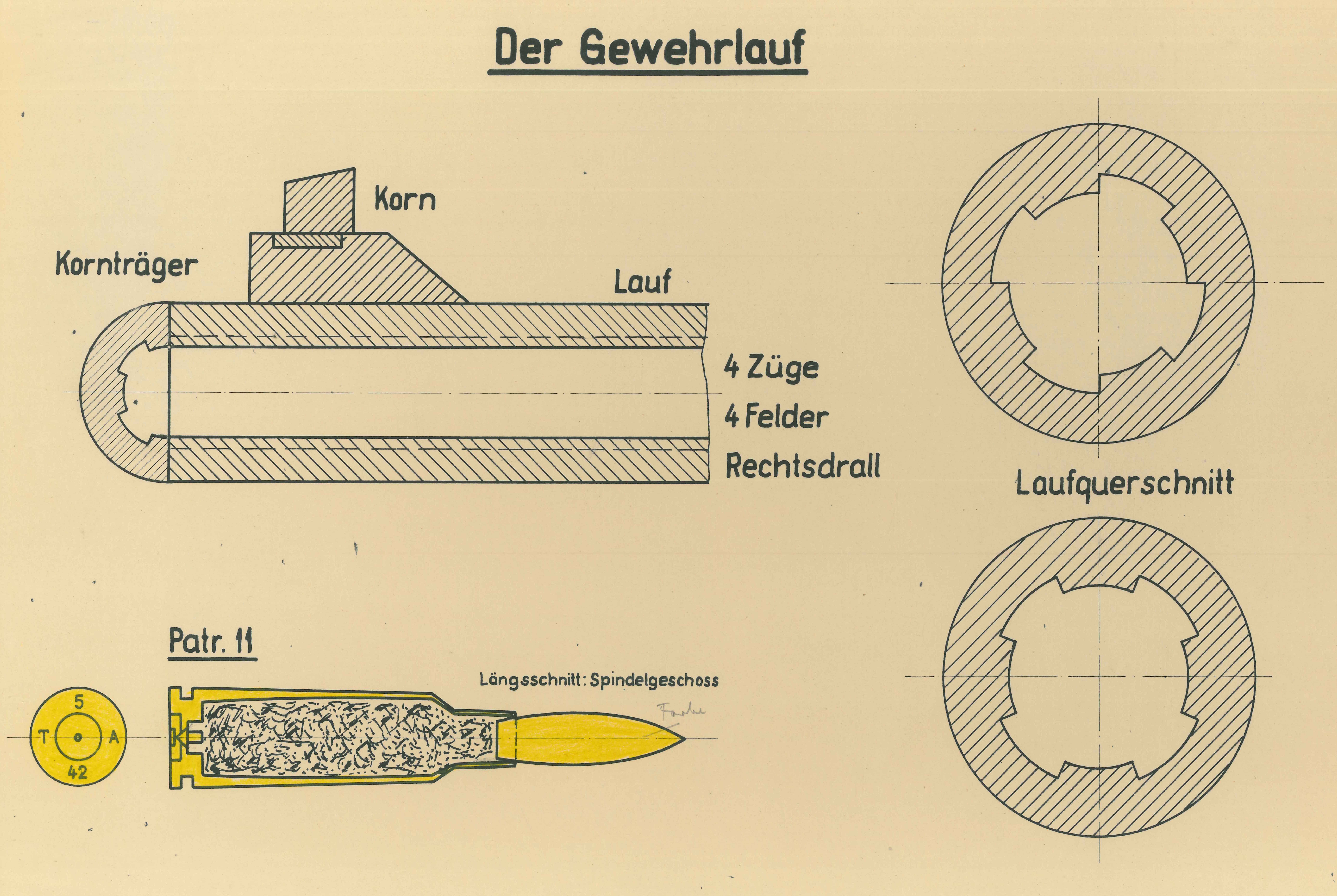
Schaubild der Kantonsschule Trogen zu Schulung der Waffenkenntnis

Über die Anfänge der Kadettengewehre an der KST schrieb Ernst Wildi: «Nachdem im Jahre 1853 eine erste Anregung militärische Übungen einzuführen, für welche man die Anschaffung von 40 Gewehren wünschte, von der Aufsichtskommission mit Mehrheit abgewiesen worden war, brachte eine vaterländische Welle anno 1857 den Waffendienst an der Kantonsschule zu Ehren.» Und weiter: «Als die im Jahr 1873 angeschafften neuen Vetterligewehre mit der Zeit als Präzisionswaffen unbrauchbar geworden waren, musste man für die Söhne der Vetterligewehr-Generation das heutige, ausgezeichnete Gewehr anschaffen, wobei eine Bundes-Subvention von 50 % sehr willkommene Hilfe bot. Im Jahre 1899 tauchte das erste halbe Dutzend der neuen Waffen auf, und nach und nach ergaben sich ca. 3000 Fr. an freiwilligen Gaben, so dass nach einigen Jahren das Kadettenkorps wieder eine einheitliche Bewaffnung erhielt und die lästige doppelspurige Instruktion verschwinden konnte. Bei der rasch steigenden Schülerzahl reichte aber der eigene Waffenvorrat nicht mehr aus, so dass das kantonale Zeughaus immer zirka 40 Stück Ordonnanzgewehre für die Schüler der obern Klassen zur Verfügung stellte. Auch erhielten wir vom Zeugamt die Ordonnanzpatronentaschen und für die Ausmärsche die nötigen Biwak-Decken zugestellt. Um im engen Arsenal im Schulhaus Platz zu gewinnen, verkauften wir die alten Vetterligewehre, wobei besonders aus Berggegenden so viele Bestellungen einliefen, dass wir, um das Wildererunwesen nicht zu fördern, die Gewehre en bloc einem Waffenhändler zur Umänderung in Jagdflinten verkauften.»

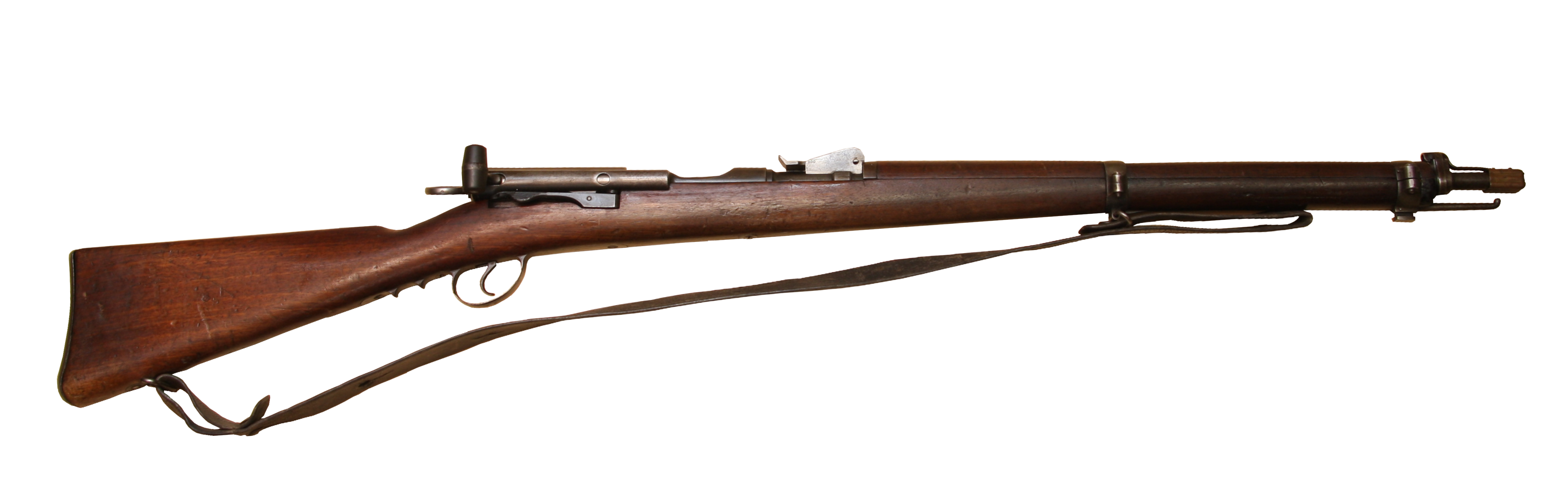
Gewehr der Trogener Kadetten: Schmidt-Rubin, Modell 1897

Für die Waffen der Kantonsschule griff Rektor Wildi 1929 sogar auf seine eigenen Ersparnisse zurück: Als in diesem Jahr ein Mangel an Finanzen für neue Kadettengewehre herrschte, schrieb er selbstlos an die Behörden: «Die Kadettenkommission beantragt die Anschaffung von 45 Stück dieser Waffen. Ich werde 10 Stück aus meiner Tasche zahlen, so dass für den Kanton noch eine Auslage von 25 × 35 = 875,– bleibt.» Bis zur Auflösung des Kadettenkorps Trogen benutzten die Schüler das 110 cm lange Kadettengewehr Schmidt-Rubin, Modell 1897, einschüssig, mit Geradezug-System, Kaliber 7,5 × 53,5 mm. Zur Ausrüstung gehörten ebenfalls Putzschnüre zur Laufreinigung, ein Laufdeckel (war als Schutz vor Verschmutzung am Laufende eingehängt), Gewehrriemen, Schraubenzieher, Ladestreifen für Patronen, Patronenlagerreiniger und ein Bandelier (aus 2 × 2 Patronentaschen aus Leder, links/rechts. In jeder Tasche hatte es Platz für drei Ladestreifen zu je sechs Schuss).

### Säbel
Schüler, welche zum Korporal befördert wurden, erhielten einen 1 Meter langen Säbel des Types «Schweizer-Ordonnanz 1867 für unberittene Offiziere».

### Tambour
Das Kadettenkorps Trogen hatte immer auch eine Anzahl Tambouren (frz. tambour für «Trommel»). Diese Trommler, welche die Armeen ursprünglich auf das Schlachtfeld anführten, wurden an der KST für Paradezwecke und Marschübungen geschult. 1902 waren die Tambouren unbeabsichtigt Ursache für die Beschädigung eines Wagens, wie folgende Quittung des betroffenen Landwirtes bezeugt: «Der Unterzeichnete bescheinigt hiermit, von der Kasse des Kadettencorps den Betrag von zwanzig Franken als freiwilligen Betrag an den diesen Sommer an seinem Wagen erlittenen Schaden (Scheuwerden des Pferdes anlässlich des Einmarsches der Kadetten ins Dorf Trogen mit schlagenden Tambouren) erhalten zu haben. Er verzichtet damit auf jede Nachforderung aus diesem Unfalle gegenüber dem Kadettencorps Trogen.»

### Kadettenfahne
Jedes Kadettenkorps hatte seine eigene Fahne, so auch Trogen. Ursprünglich dienten die Fahnen im Kampf als Orientierungspunkt für Soldaten und Truppenteile und hatten stets auch eine symbolische Bedeutung für Ehre und Treue; Soldaten leisteten einen Fahneneid und Fahnenflucht wurde als schweres Vergehen geahndet. Das Motiv der Korpsfahne der Trogener Kadetten wurde 1927 vom damaligen Zeichnungslehrer Otto Schmid auch auf dem Titelbild der KVT-Mitteilungen Nr. 6 als Linolschnitt verwendet.

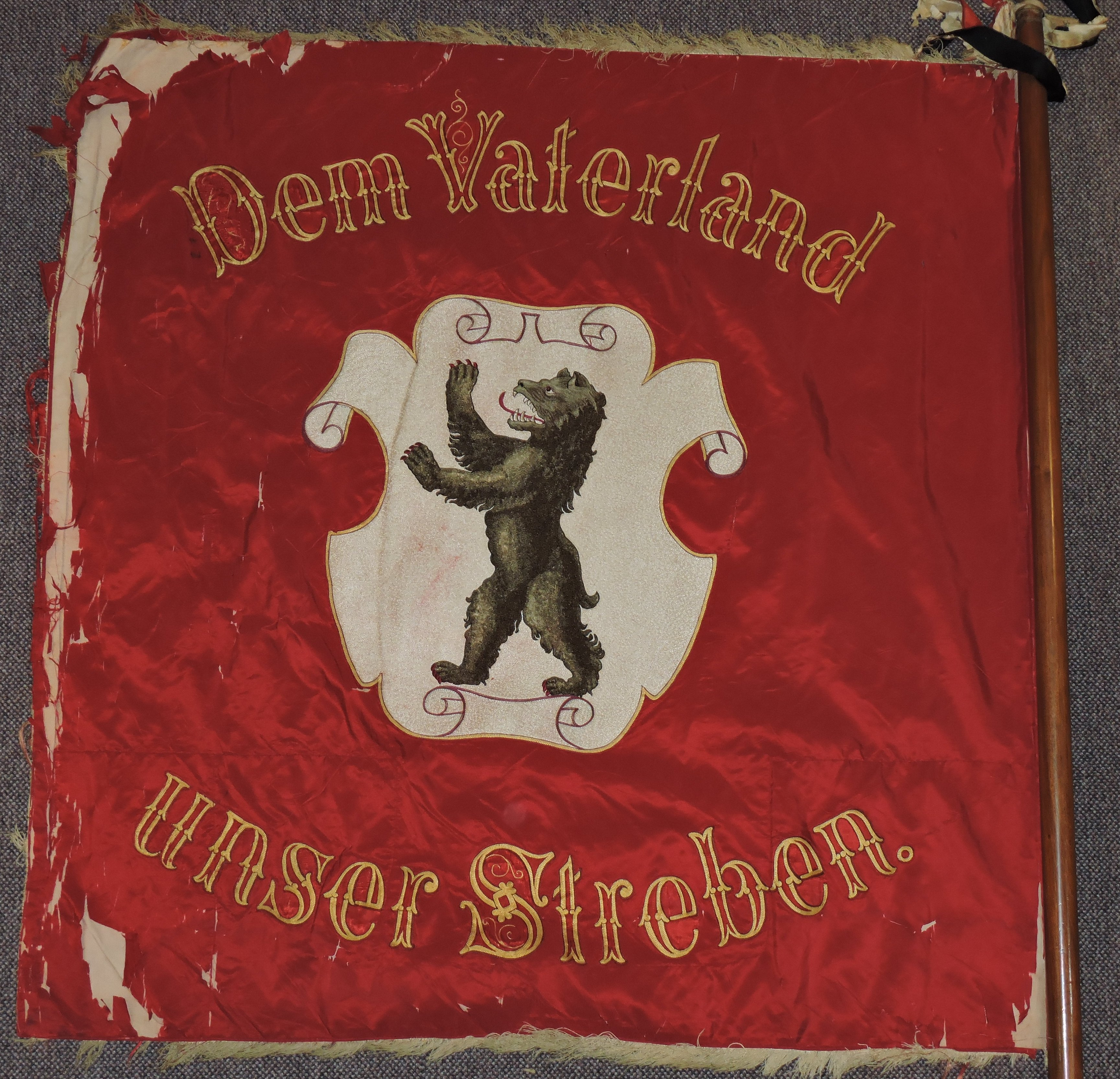
Gründungsfahne des Kadettenkorps Trogen (Vorderseite)
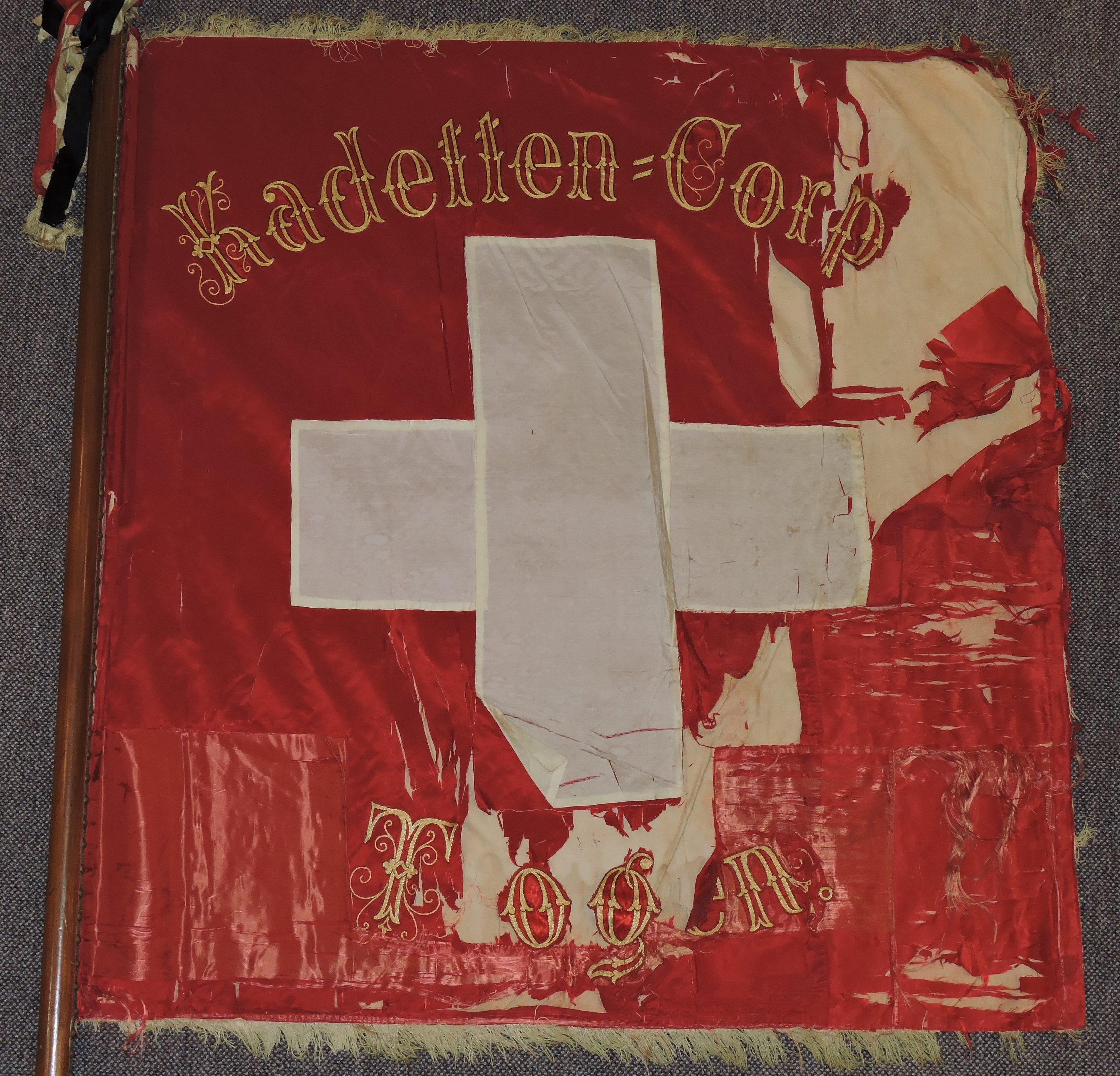
Gründungsfahne des Kadettenkorps Trogen (Rückseite)
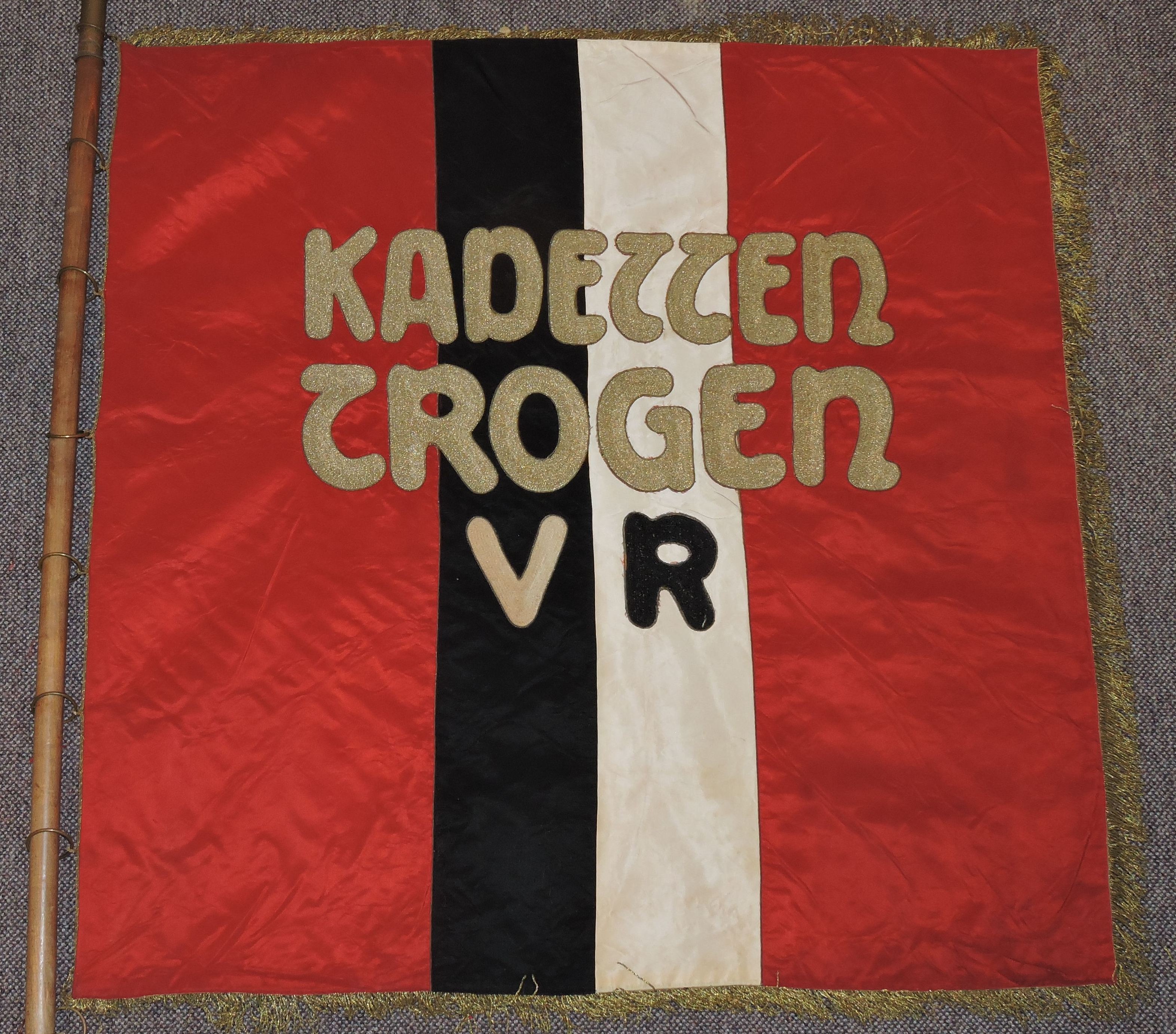
Spätere Fahne des Kadettenkorps Trogen (Vorderseite)
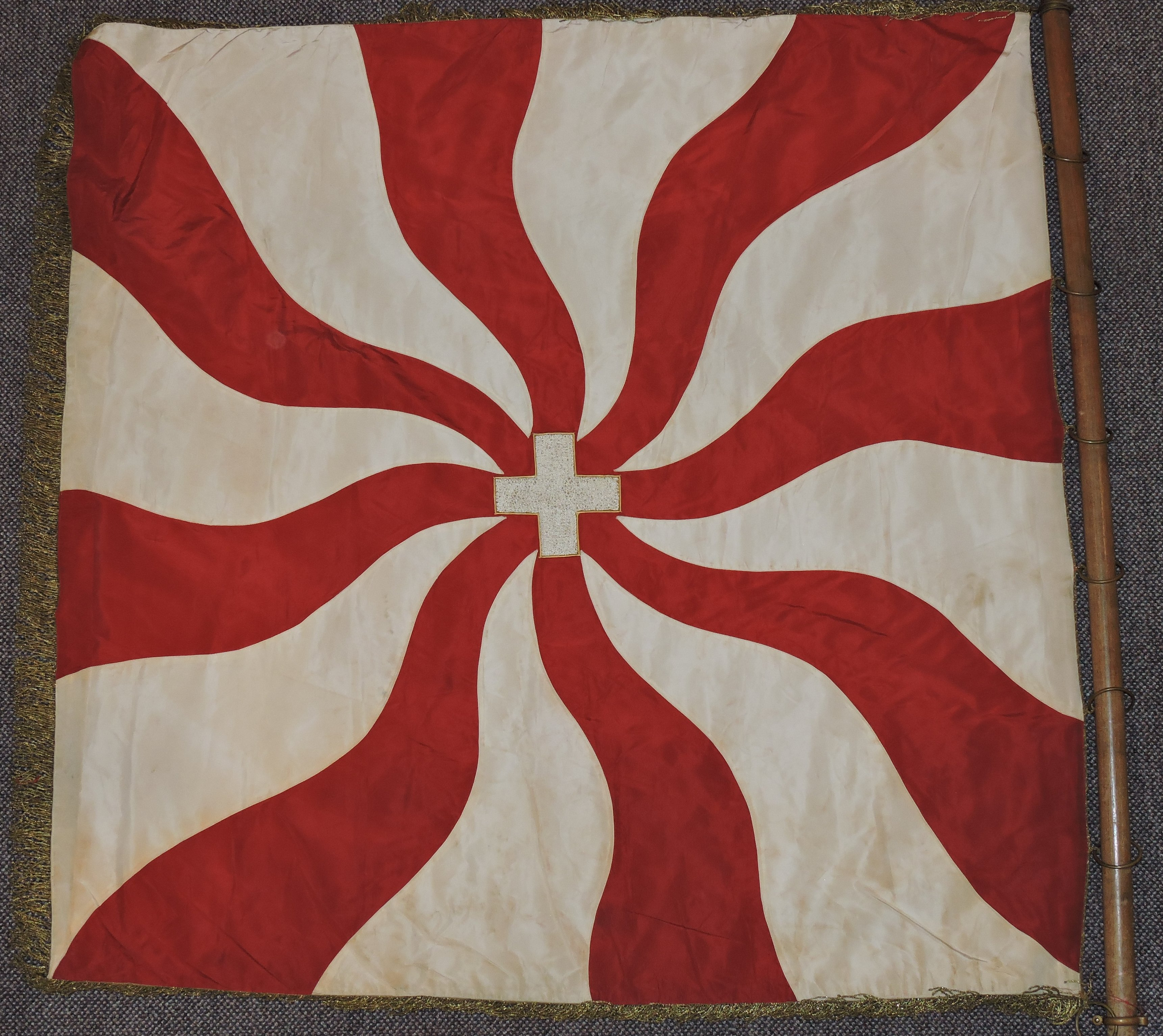
Spätere Fahne des Kadettenkorps Trogen (Rückseite)
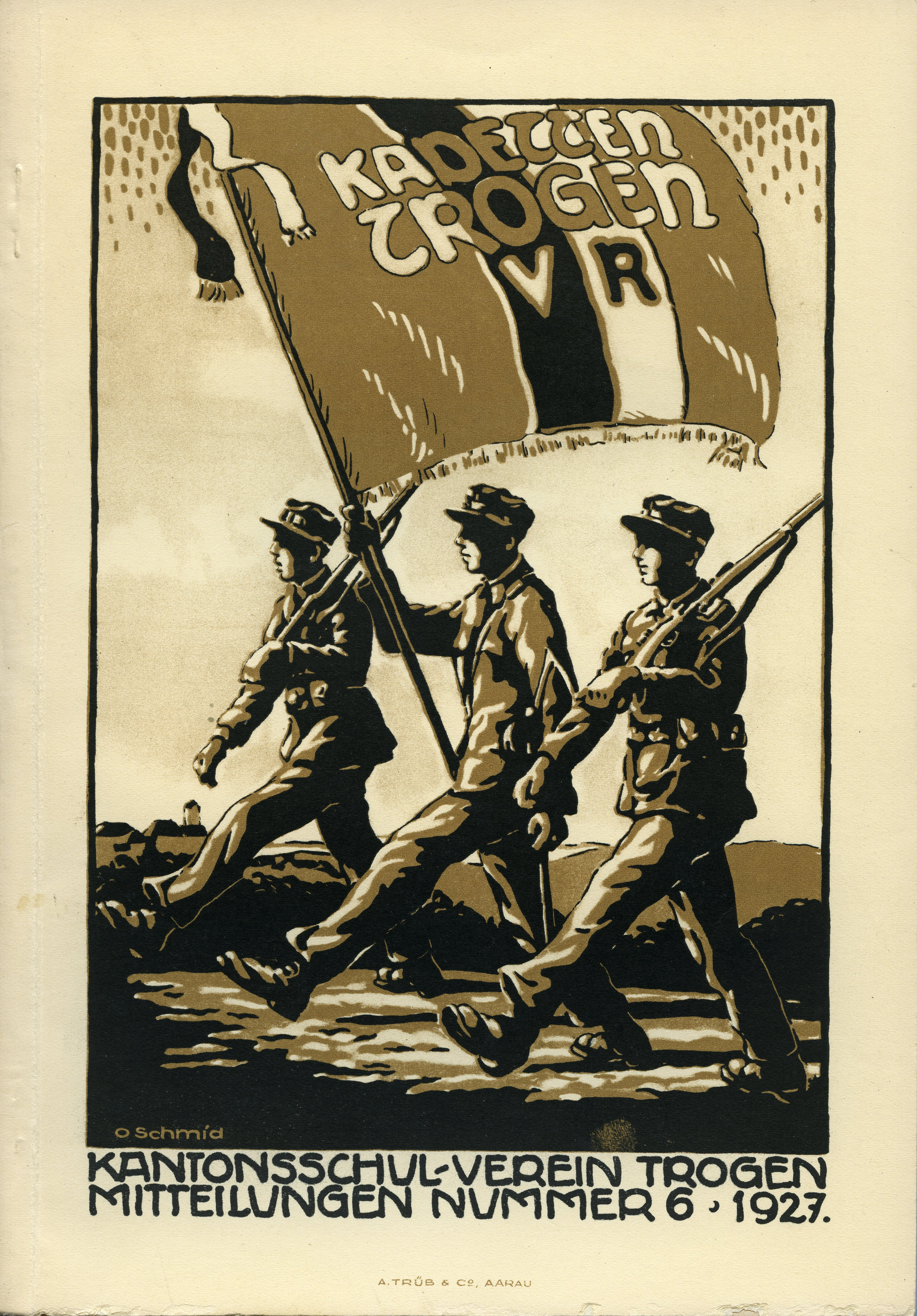
Trogener Fahne auf dem Titelbild der KVT-Mitteilungen Nr. 6

## Schulung

### Regelunterricht
Der normale Unterricht fand jeweils am Mittwochnachmittag statt. Dazu schrieb der ehemalige Kadett und spätere Lehrer Walter Schläpfer 1988 rückblickend: «Solange die Schüler mehrheitlich im Konvikt oder in Pensionen wohnten, fühlte sich die Schulleitung verpflichtet, die unbändige Jugend an ‹freien› Mittwochnachmittagen von der Schule aus zu beschäftigen. Dabei hatte es die Lehrerschaft zu unseren Zeiten einfach: Sie konnte die gesamte Knabenschar als ein in militärischer Ordnung zusammengehaltenes Korps einzelnen Instruktoren wie Oswald Eugster und Martin Adank überlassen, während sie selbst unbehelligt blieb.» Über die ersten Jahrzehnte der allgemeinen Kadettenschulung an der KST notierte Ernst Wildi: «Der Unterricht erstreckte sich auf Soldaten- und Kompagnieschule, Tirailleurdienst und Zielschiessen, wozu etwa im Wintersemester noch Schiesstheorie kam. In den Achtzigerjahren [1880er] wurde das Unterrichtspensum durch Sicherungsdienst und durch Distanzenschätzen erweitert. […] Mangels eines Exerzierplatzes und um den Kadettendienst abwechslungsreicher zu machen, wurde das formelle Exerzieren möglichst abgekürzt, damit man rasch in das Gelände kam, wobei der Unterricht durch Gewehrturnen, Vorpostenübungen, Patrouillen- und Wachtdienst und durch Erstellen von Relaislinien interessanter gestaltet wurde. […] Nachdem schon im Jahre 1886 die VI. Klasse um Dispensation vom Kadettendienst nachgesucht hatte, wobei sie von der Kantonsschulkommission kurzerhand abgewiesen wurde, haben wir bei der Reorganisation des Jahres 1907 die VII. Klasse ohne weiteres vom Kadettendienst dispensiert, ebenso 1919 die VI. Klasse. […] So verlangen wir heute von den obersten zwei Klassen nur die Erfüllung ihrer Schiesspflicht.» Alle Kadetten waren bei der Unfallversicherungs-Genossenschaft der Schweizerischen Schützenvereine versichert: «Doch kamen wir glücklicherweise noch nie in den Fall, von der wohltätigen Institution Gebrauch machen zu müssen.»

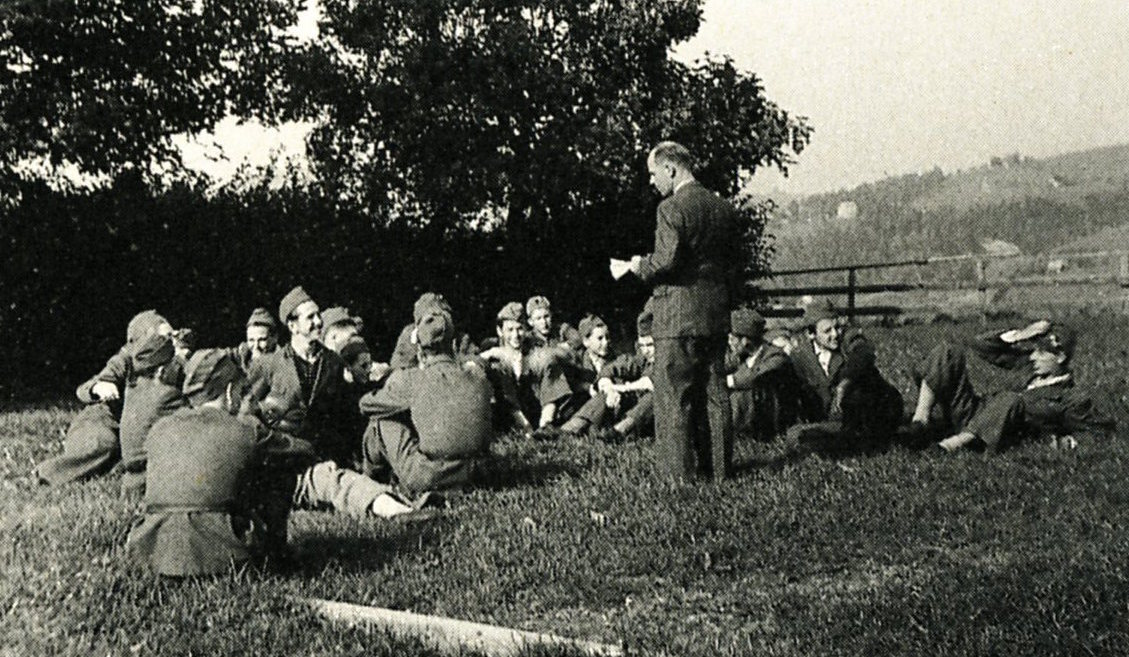
Kadettenausbildung am Mittwochnachmittag durch Walter Schläpfer, genannt «Bartli»

Das Programm für das Korps von Mai bis Anfang Oktober wurde nach Vorschriften des damaligen Schweizerischen Militärdepartements durchgeführt und beinhaltete ab 1921 unter anderem folgende Übungen: Waffendrill, Schiessübungen, Patrouillen- und Relaisdienst, Kommandierübungen, kombiniert mit Gefechtsübungen. Viel Zeit verwendete man nach wie vor auf die Zugs- und Kompanieschule: Sammeln in verschiedenen Formationen, Grussübungen (Salutieren) stehend, im Marsch, mit und ohne Gewehr, Achtungsstellungen mit und ohne Gewehr. Zum Kadettenunterricht bemerkte Walter Schläpfer: «Obwohl das formelle Exerzieren wegen des anspruchsvollen Aufmarschs auf dem Dorfplatz am Schluss der Übung recht viel Zeit benötigte, wäre es verfehlt, bei uns Schülern von Anfang an eine kritische Haltung zum Kadettenwesen anzunehmen. Vieles am ganzen Betrieb fand man ‹rassig›, man freute sich über eine Beförderung und ärgerte sich über Misserfolge. Die Sechstklässler, für die der Kadettendienst fakultativ war, fanden es 1930 höchst ehrenvoll, das ganze Offizierskorps zu stellen. […] Sogar Kadis Sprüche [gemeint ist Rektor Wildi, kadhi arab. für ‹Richter›] über den erzieherischen Wert der Kadettenübungen nahm man ihm durchaus ab. […] Man nahm auch die ganze militärische Aufmachung sehr ernst und wollte sich nicht zivilistisch aufweichen lassen.» Neben den regulären Stunden gab es auch speziellen Unterricht ausserhalb der Mittwochnachmittage: Es wurden Nachtübungen durchgeführt, Gefechtsübungen durchgespielt, Schiesstage absolviert und ein jeweils zweitägiger Ausmarsch schloss die Jahresschulung ab.

### Nachtübung
Für Signalisten der Trogener Kadetten wurden Nachtübungen durchgeführt. Die Pensionen, in denen die Schüler wohnten, wurden im Voraus schriftlich über die Dauer informiert. Am Dienstag, den 5. September 1933, fand beispielsweise die Schulung von 19.30 bis 23.30 Uhr statt. Der Auftrag des Kadetteninstruktors Oswald Eugster lautete damals unter anderem: «Patrouillen, die nach dem Kaien gehen, treten mit dem Fahrrad an. Rucksack mit Windjacke oder Pullover. Alle nehmen eine gute Taschenlampe mit neuer Batterie mit. Notizheft, Bleistift, Gummi. Pro Patrouille ein Feldstecher. Tenue: Uniform ohne Gewehr, Leibgurt ohne Patronentaschen.» Für die Übung stationierte sich danach der Signalposten «Fritz» im Kaien und der Signalposten «Max» in der Hohen Buche, einem Aussichtspunkt rund 2,5 Kilometer südwestlich von Trogen (in der Gruppe «Fritz» war an diesem Abend auch Ueli Prager, der von 1929 bis 1935 die Kantonsschule Trogen besuchte und 15 Jahre später die Mövenpick-Unternehmensgruppe gründete). Dort wurde Tee gekocht und kurz darauf begann zwischen den beiden Signalpatrouillen, welche 6,2 Kilometer Luftlinie auseinander lagen, die Abgabe und der Empfang von je zwei Meldungen. Mit Blinkzeichen, welche die Schüler nach dem Morse-System sendeten, wurden daraufhin folgende vier Nachrichten gemäss Instruktorbefehl übermittelt:
| Signalposten | Nachricht |
| ------------ | --- |
| «Fritz»:     | «Gegner hat mit ungefähr einer Kp. Scheidweg erreicht, hält dort an & sperrt Strasse Rehetobel – Heiden & Wald Heiden. Wir haben 2 SMG beobachtet. Ich lasse einen Beobachtungsposten mit Blinkgerät hier & gehe Richtung Heiden weiter. Lt. Prager.» |
| «Max»:       | «Lt. Prager soll in der Richtung Heiden weiter gehen & feststellen, ob in Heiden neue Truppen eintreffen, in Unterkunft gehen oder weitermarschieren, event. wohin. Meldung durch Blinker hierher. Hptm. Steiner.»                                    |
| «Fritz»:     | «Grössere Truppenabteilungen, auch Art. hat 22.00 Heiden mit Richtung Grub St. Gallen passiert. Ich habe ungefähr ein Reg. mit 2 Bat. geschätzt. Ich beobachte oberhalb Heiden & halte Signalverbindung mit Sig. P. Max. Lt. Prager.»                 |
| «Max»:       | «Der Angriff erfolgt morgen früh in der befohlenen Richtung. Sie halten ständig Signalverbindung mit Lt. Prager & unserer Station. Unsere Station rückt bei Tagesanbruch nach Dorf Wald vor. Sig. Patr. Max.»                                         |

### Schiessen

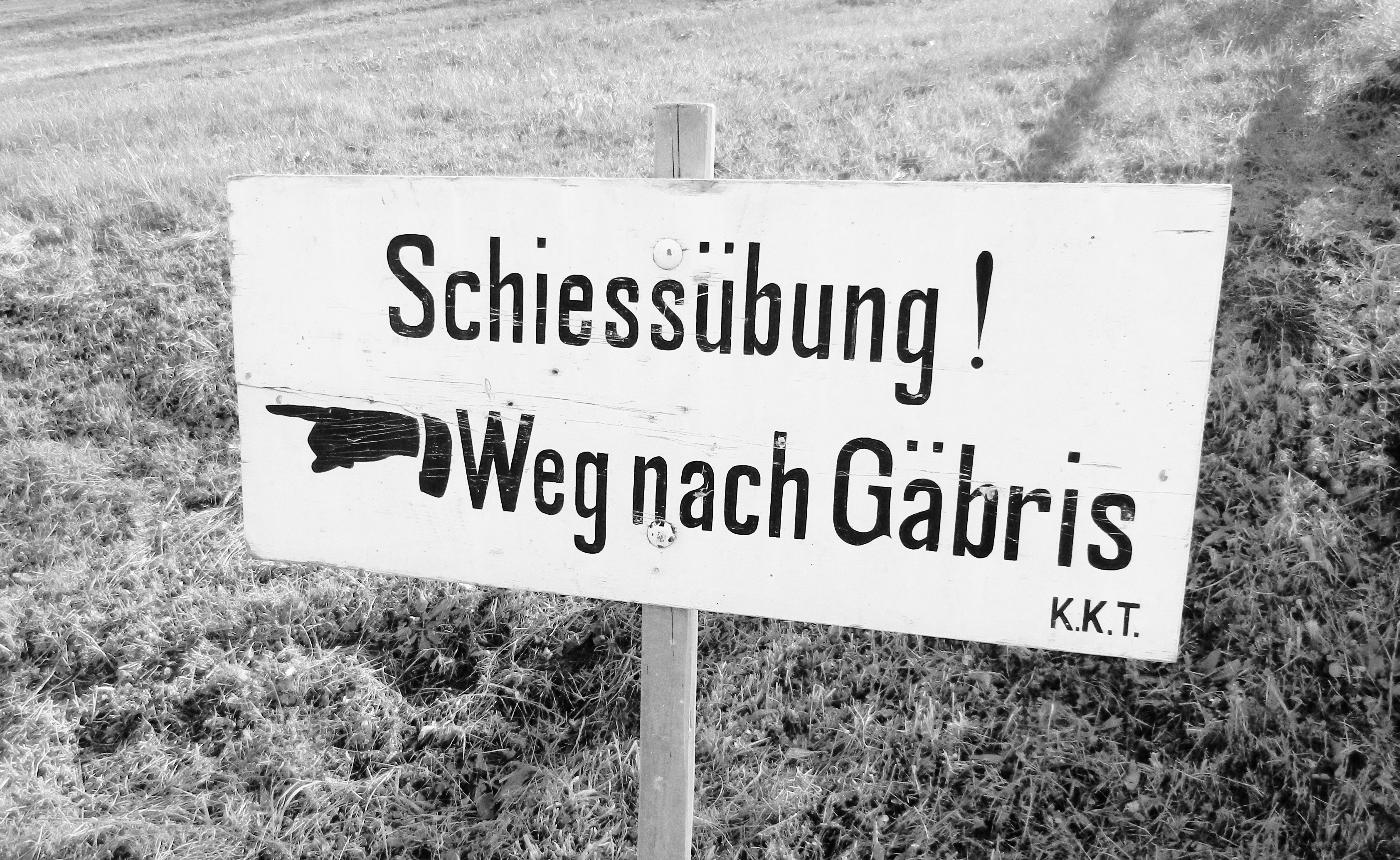
Umleitungstafel Richtung Gäbris während der Schiessübungen des Kadettenkorps Trogen

Im Jahre 1887 erliess der Bundesrat ein Schiessprogramm für die schweizerischen Kadettenkorps, bei dessen Durchführung der Bund pro Kadett eine Prämie von durchschnittlich 2 Franken ausrichtete. Daher wurde ab 1891 das Hauptgewicht in der Arbeit des Kadettenkorps Trogen auf methodisch durchgeführte Schiessübungen verlegt. Da zu den Scharfschiessübungen nur diejenigen Kadetten zugelassen wurden, welche das 14. Altersjahr erreicht hatten, schoss man mit den jüngeren Jahrgängen mit der Armbrust, später mit dem Flobertgewehr oder mit dem Gysigewehr [die Firma Gysi war eine Munitionsherstellerin für Kadettengewehre. Aus ballistischen Gründen konnte mit diesen Patronen nur bis 200 Meter geschossen werden. Da die Munition von hoher Qualität und sehr präzise war, kam es zur regionalen Bezeichnungen Gysi-Gewehr]. Der Kanton Appenzell Ausserrhoden unterstützte seit 1893 das Kadettenwesen durch eine jährliche Subvention, die zuerst nur 50 Franken betrug und schliesslich auf 300 Franken stieg, so dass man in der Hauptsache auf die Bundessubvention angewiesen war: Für jeden die Schiesspflicht erfüllenden Schüler (im Jahre 1919 schossen zum Beispiel 137 Kadetten das Schiessprogramm) erhielt die Schule eine Entschädigung von 5 Franken.

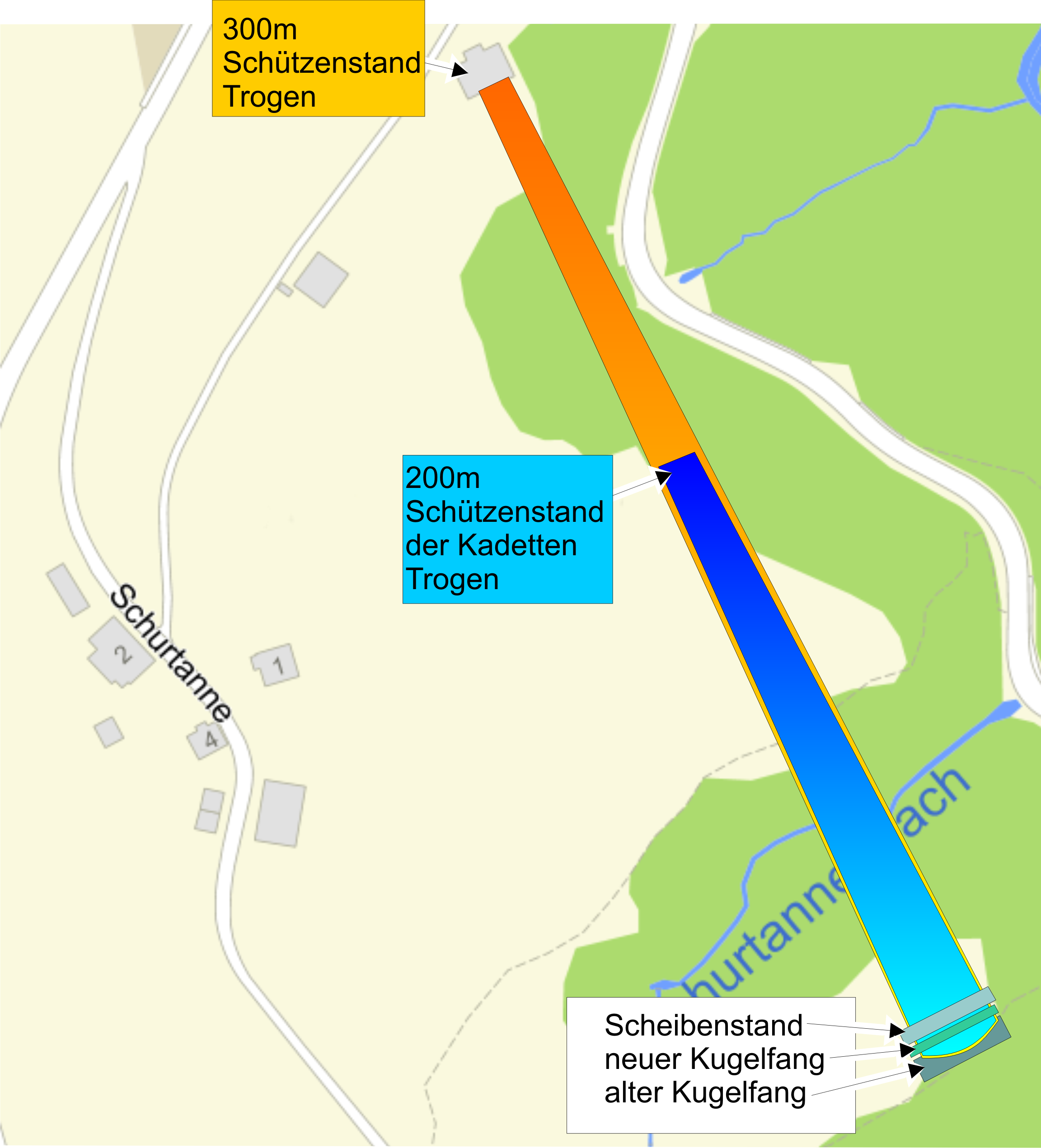
Schiessanlage Trogen mit dem 200-Meter-Schützenstand

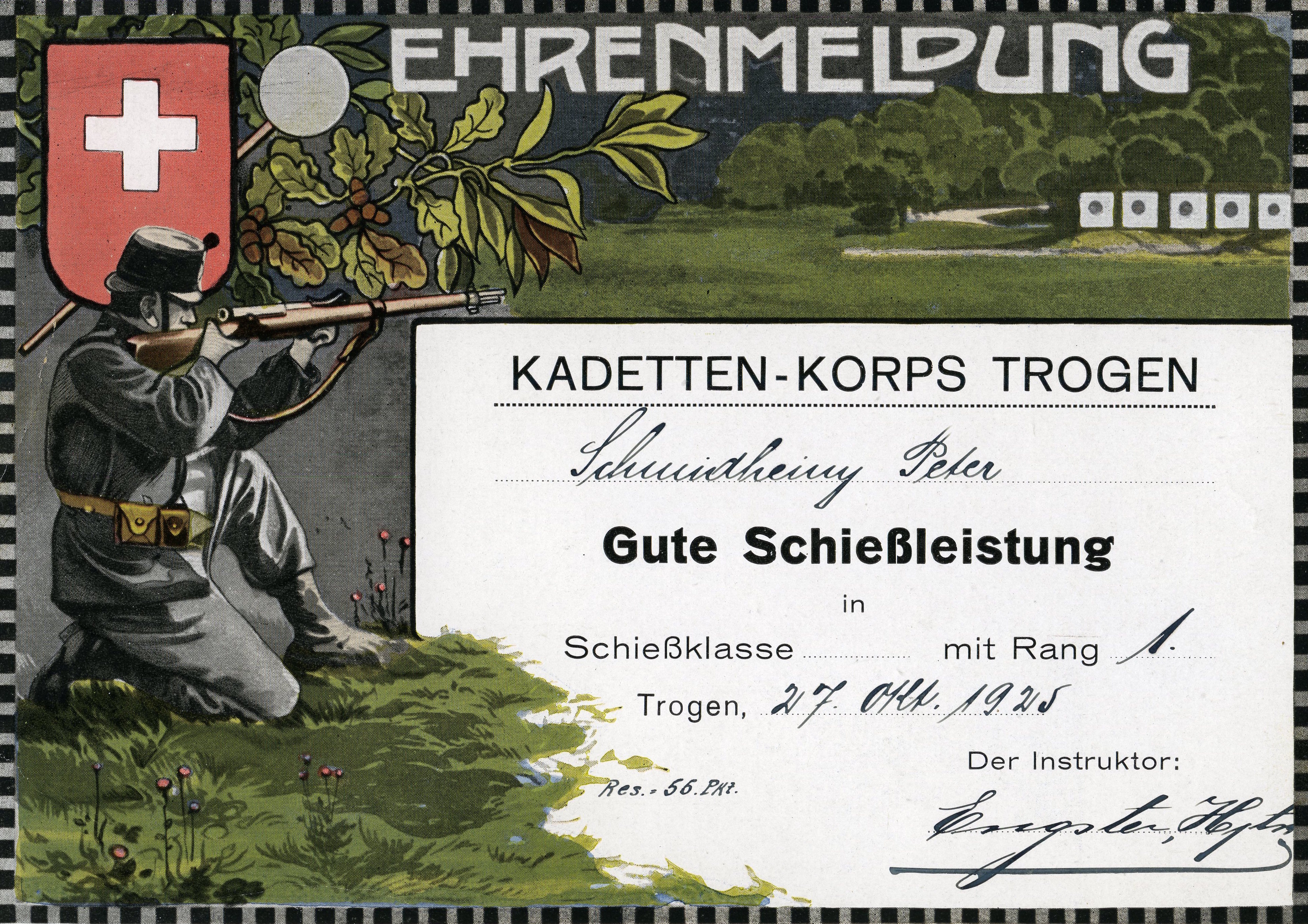
Anerkennungskarte für gute Schiessleistungen, 1925

Zum Schiessunterricht gehörten Waffenkenntnis, Gewehrturnen, Marschieren und Achtungsstellung mit Gewehr, Zerlegung und Reinigung der Waffe, Ballistik, das Anzeigen der Trefferlage auf der Schiessscheibe und natürlich die Schiessübungen selbst, welche mit einem Schiesstag abgeschlossen wurden. Das Scharfschiessen fand jeweils ein Kilometer südlich der Kantonsschule auf dem Schiessstand in der Schurtanne statt. Geschossen wurde aus einer Schneise im Gelände, die sich in der Schusslinie des 300-Meter-Schiessstandes befand. Es gab drei Schiessklassen, in denen die Schüler maximal 30 Punkte erzielen konnten: In der 1. Schiessklasse wurde 200 Meter «liegend aufgelegt» geschossen; dies bedeutete, dass eine 3-Punktauflage des Gewehres vorgeschrieben war: Der eine Punkt war der Gewehrschaft vorne auf der Auflage, meistens Sandsäcke, und die Ellbogen als zwei weitere Punkte, wodurch sich die Trefferwahrscheinlichkeit erhöhte. In der 2. Schiessklasse schoss man 200 Meter «liegend frei»: Hier durfte keine Auflage für das Gewehr mehr verwendet werden, was bedeutete, dass nur noch die Ellbogen als Aufliegepunkte des Gewehres verwendet werden durften. Der Schütze lag und das Gewehr wurde nur mit den Armen gehalten. In der 3. Schiessklasse schliesslich lernten die Kadetten die anspruchsvollste Schiessart: Kniend schiessen ohne Auflage. Die Ränge 1 bis 3 erhielten ein Abzeichen, die Ränge 1 bis 7 in der Regel auch eine Anerkennungskarte für gute Schiessleistungen; die Schiessberichte der Kadetten gingen daraufhin an die Militärdirektion von Appenzell Ausserrhoden zu Handen der Abteilung für Infanterie. Am Ende des Schiesstages trat das ganze Korps in Uniform auf dem Dorfplatz an, worauf die Rangverkündigung und Verteilung aller Auszeichnungen folgte. Danach gingen die Kadetten mit den Mädchen der KST in den Saal der «Krone», wo ein Vortrag gehalten oder ein Film gezeigt wurde (beispielsweise über die Arbeit der Armee). Anschliessend wurde bis 21.30 Uhr getanzt. Jeweils im Oktober, gegen Ende des Ausbildungsjahres, fand dann die Waffenabgabe auf dem Dorfplatz in Trogen statt (bei schlechtem Wetter wegen der Rostansetzung im Schulhaus). Darauf marschierte das gesamte Korps zum Schulhaus zurück und man vollzog die Fahnenübergabe. Zum Schluss wurden Waffen und Ausrüstung inspiziert und über den Winter im Arsenal (seit 1931 im Zimmer 37 des «Roten Schulhauses») deponiert.

### Gefechtsübungen
Geübt wurden auch Gefechte zwischen zwei gegnerischen Truppenteilen. Man trainierte dabei die Bildung von Schützenlinien, die Bewegung des Zuges im Gefecht, die Taktik des Angriffs und der Verteidigung, den Bezug von Stellungen oder das Befolgen von Feuerbefehlen. Das Schlussgefecht vom 27. September 1933 beispielsweise sah folgendermassen aus: Das ganze Korps besammelte sich an diesem Mittwoch um 13.15 Uhr auf dem Dorfplatz Trogen. Als Ausrüstung war vorgeschrieben: Uniform, Kadettengewehr, starke, genagelte Schuhe, einen Trinkbecher oder eine Feldflasche und im Rucksack eine Weste oder einen Pullover. Für Offiziere und Unteroffiziere waren zusätzlich eine Taschenlampe mit guter Batterie angeordnet und für die Signalisten Flaggen und Lampen. Nachdem die Blindmunition gefasst war, marschierte man geschlossen über die Grosse Säge, einem Gebiet südöstlich von Trogen, zum Schwäbrig und von dort in die befohlenen Bereitstellungsräume: Die Züge 1 bis 3 bezogen in der Gegend von Hackbühel im Wald südlich der Starkenmühle Stellung und die Züge 4 und 5, welche weisse Binden um die Mützen trugen, tarnten ihre Verteidigungsstellung am Südhang des Sommersberges. Spätestens um 17.00 Uhr wurden erste Meldungen abgefasst und von den Signalisten übermittelt.

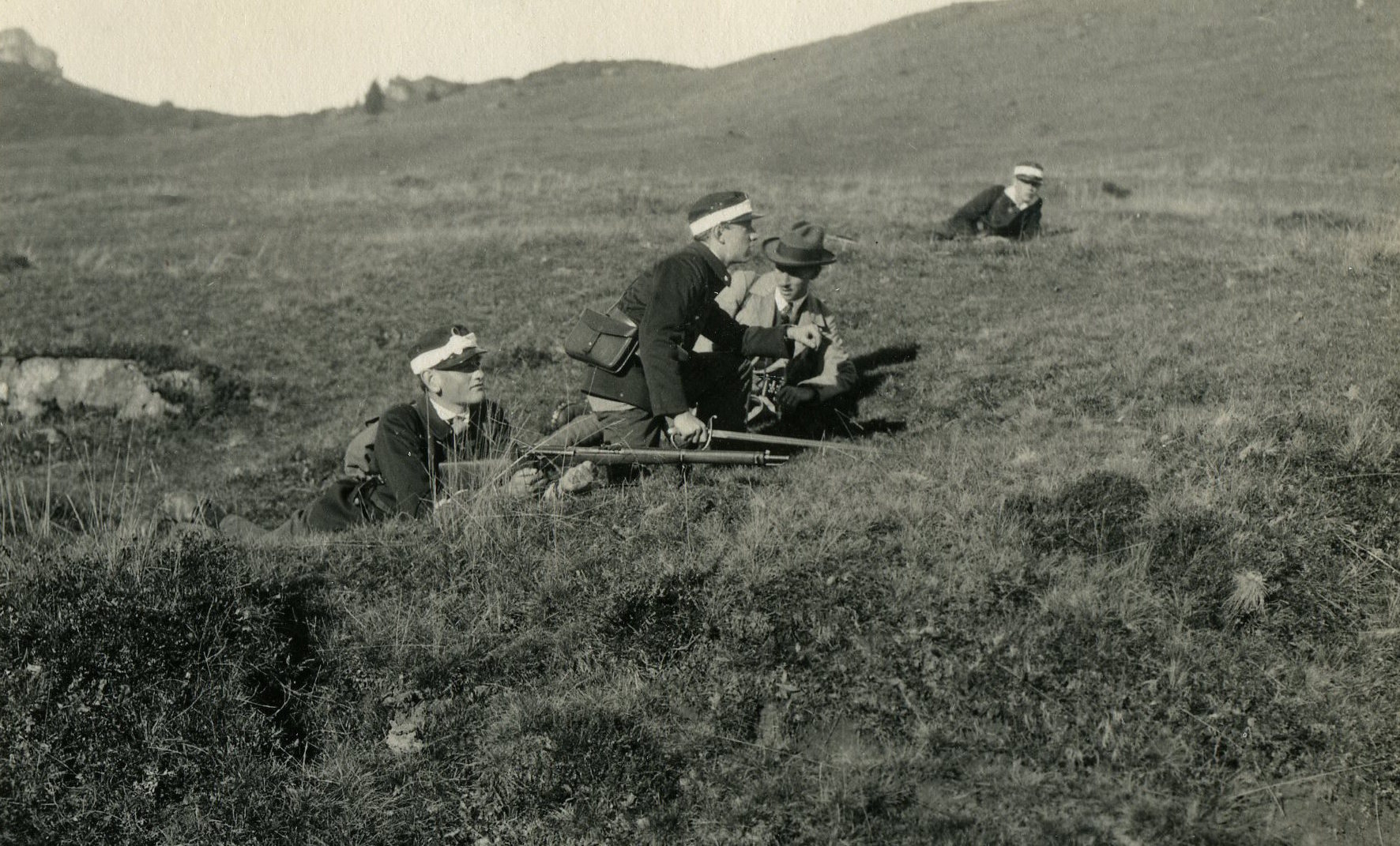
Gefechtsübung der Trogener Kadetten in den Flumserbergen während des Ausmarsches 1928. Kadetteninstruktor Martin Adank mit Hut

Der Kadetteninstruktor Martin Adank hatte bereits in der Planungsphase des Gefechts in einem Brief an Rektor Wildi den möglichen weiteren Verlauf geschildert: «Nun entwickelt sich ein organisierter Angriff, bei dem sich Feuer & Bewegung stets unterstützen müssen. Der Verteidiger baut ab, sobald der Schiedsrichter ihm Weisung gibt, bezieht weiter hinten wieder eine Stellung (frontal oder flankierend). So kommen wir im Rückzugsgefecht über den Sommersberg auf den Schwäbrig. Für die Abendverpflegung wird eine Gefechtspause befohlen. […] Die Leute müssen einen Marsch machen, die Patrouillen können laufen, beobachten & melden. Die Signalisten können signalisieren, & die gegnerischen Patrouillen können versuchen, die Meldung abzulesen. […] Ich weiss nun allerdings nicht, welcher Kredit uns für Raketen & Petarden sowie Munition zur Verfügung steht. Selbstverständlich löst es grosse Freude aus, wenn Angreifer wie Verteidiger einige Artillerie (Petarden) & einige Raketen haben.» Bezüglich der Schiessübungen während des Gefechtes hatte Adank auch noch am Morgen an Wildi geschrieben: «Ich weiss, dass die meisten das Gefecht heute Abend furchtbar ernst nehmen & habe deshalb, um Unfälle zu verhüten folgendes angeordnet: 1. Petarden, Raketen werden nur von mir, Bodmer, O. Eugster & Walter Buser, den ich auch mitnehme, verschossen. 2. Es wird den Leuten vor dem Abmarsch nochmals scharf eingeschärft, dass unter 20 m nicht geschossen werden darf. Dass sie event. Kosten bei Unfällen durch das Schiessen, selber zu tragen haben, & dass sie strenge bestraft werden. 3. Bodmer und ich werden uns immer in den vordersten Linien, also zwischen den Parteien aufhalten.» Nach der Gefechtsübung marschierten die Kadetten wieder zurück nach Trogen und wurden gegen 23.00 Uhr auf dem Dorfplatz entlassen.

### Ausmarsch

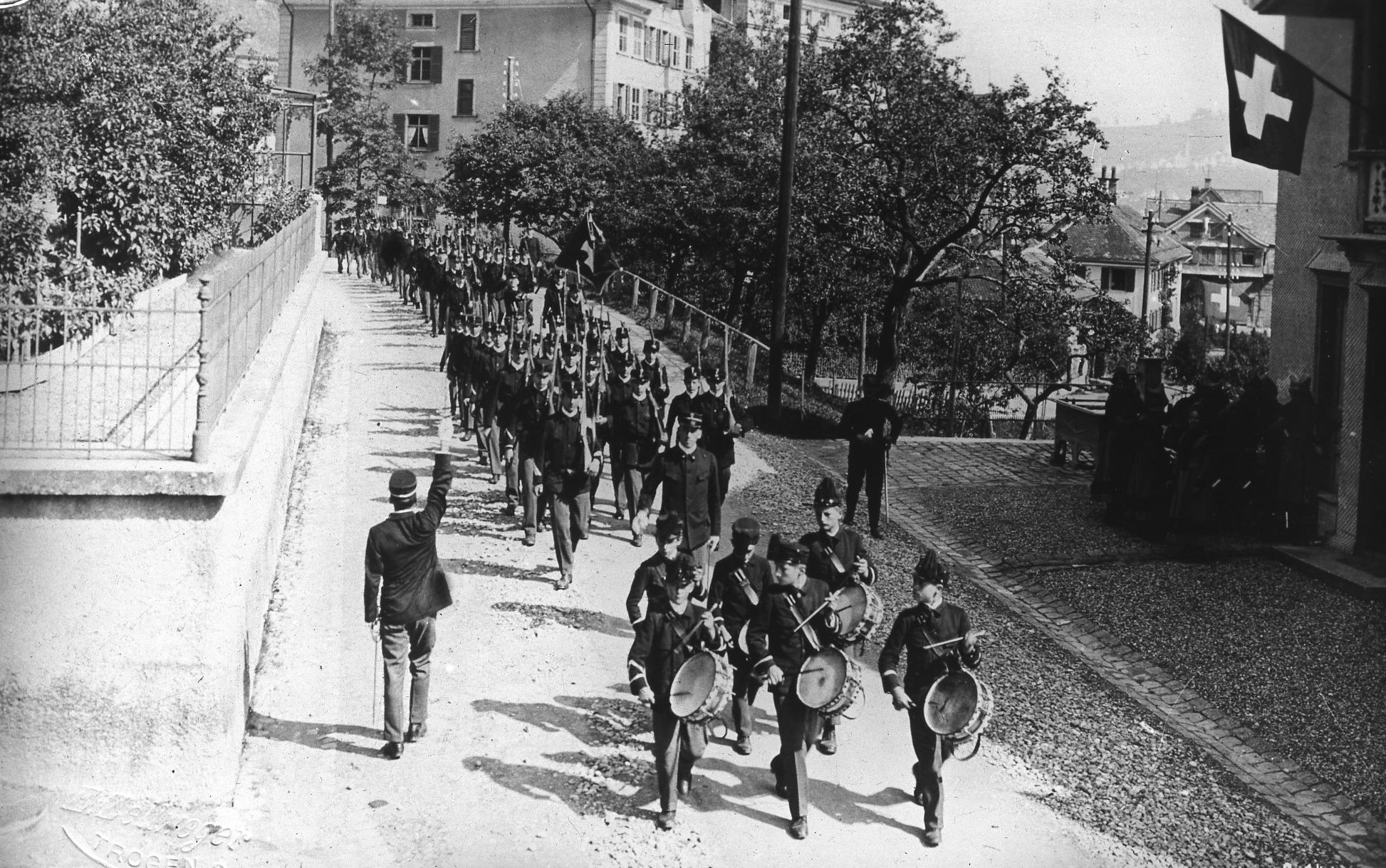
Ausmarsch der Trogener Kadetten auf der Altstätterstrasse, 1926

Alle zwei Jahre fanden mehrtägige Kadettenausmärsche als Abschluss der Jahresprogramms statt. In den Anfängen der Trogener Kadetten wählte man noch relativ bescheidene und eintägige Ausflugsziele aus, wie den Ausmarsch in das Bärloch, einem Gelände in der Gemeinde Wald. In den Achtzigerjahren suchte man der Reihe nach weitere umliegende Gemeinden ab, Gais, Heiden oder Rehetobel. Nach und nach kamen zweitägige Ausmärsche auf, verbunden mit Gefechtsübungen, und das Korps besuchte dabei Orte wie Walzenhausen, Hundwil, Urnäsch, den Hohen Kasten, Ebnat-Kappel, Alt St. Johann oder Parpan. 1930 reisten die Kadetten sogar bis nach Lugano im Kanton Tessin. Walter Schläpfer, der 1929 an die KST kam, erinnerte sich daran: «Im Jahre 1930 war wegen eines Gotthardjubiläums für alle Schulen eine verbilligte Fahrt in das Tessin möglich. Da in diesem Jahr der zweitägige Kadetten-Ausmarsch fällig war, wurde eine Fahrt nach dem Süden beschlossen. Weil aber aus Zeitgründen das übliche Gefecht nicht möglich war (eine Ausdehnung auf drei Tage war völlig undenkbar), beschloss die Kadettenkommission, den Ausflug ohne Gewehr durchzuführen. Gegen diesen Beschluss erhob sich aber in der Schülerschaft eine heftige Opposition, man erachtete das Ausrücken einer gewehrlosen Kompanie als unwürdig. Die Lehrerschaft gab nach, anstelle eines Gefechts trat eine Gewehrsalve, die jedoch mangels Training so kläglich ausfiel, dass unser notorischer Wortverdreher Professor Otto Schmid meinte, diese Salve auf dem San Salvatore sei eine ‹Tore-Salve› gewesen.»

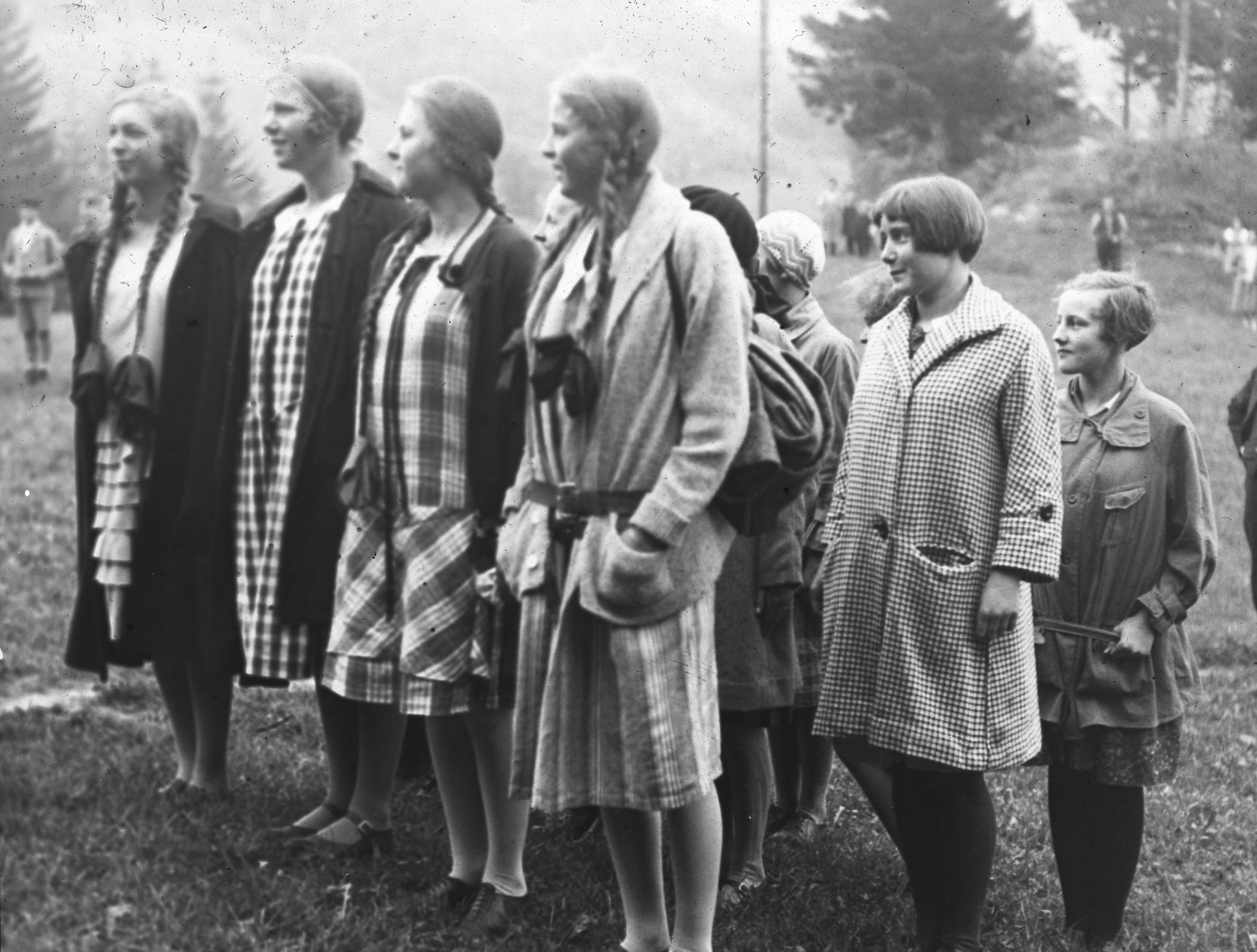
Der «5. Zug» der Mädchen beim Ausmarsch

Ab und zu schlug man sich an Gefechten während des Ausmarsches auch mit befreundeten Kadetten-Korps aus Herisau, Altstätten und St. Gallen, oder die Kadetten besuchten ausserkantonale Kadettenzusammenzüge. Für den Ausmarsch besammelten sie sich auf dem Dorfplatz Trogen in Uniform, mit Gewehr, Marschschuhen und Rucksack. Nachdem die Blindpatronen verteilt waren, marschierte man los, wobei auch freiwillige Zivilisten, wie zum Beispiel Eltern oder die Mädchen der KST, als letzter Zug (oft auch «5. Zug» genannt) dem Kadettenkorps folgte. Nach der Gefechtsübung folgte in der Regel ein freier Ausgang oder Tanzabend. Am nächsten Tag wurde die Unterkunft gereinigt und man marschierte zurück nach Trogen, wo auf dem Dorfplatz die Entlassung stattfand. Der Schüler Armando Caflisch-Himmel, der damals in Trogen bei Otto Schmid als Pensionär lebte, erinnerte sich: «Die zweitägigen Klassenausflüge waren stets ein besonderes Ereignis. […] Die begleitenden Lehrer waren vor allem bemüht, abends die Knaben von den wenigen Mädchen fernzuhalten.» Dass die Mädchen der Kantonsschule an den Ausmärschen mit dabei waren, sorgte dementsprechend für Kritik bei den Instruktoren; so schrieb Martin Adank 1932 an Rektor Wildi: «Meines Erachtens gehören Mädchen nicht an den Kadettenausmarsch. Es wäre auch nicht nötig, dass getanzt wird. Es ist für alle Fälle nicht militärisch, wenn zum Tanzen ein zweites Paar Schuhe mitgenommen werden muss. Auch das ständige Herumziehen auf dem Gefechtsfeld stört das Gefecht, verrät die Stellung des Gegners.» Und Instruktor Oswald Eugster gab für denselben Ausmarsch unter anderem folgenden Tagesbefehl heraus: «Erstens: 5 Minuten nach dem Zimmerverlesen sind die Lichter zu löschen. Es muss absolute Ruhe herrschen, damit das Korps für den 2. Tag wiederum frisch antritt. Ich erwarte flottes Benehmen in den Hotels, damit die Besitzer keinen Anlass zu klagen haben. Das Tragen von Halbschuhen ist verboten. Schillerkragen dürfen nicht über die Blousen geschlagen werden.»

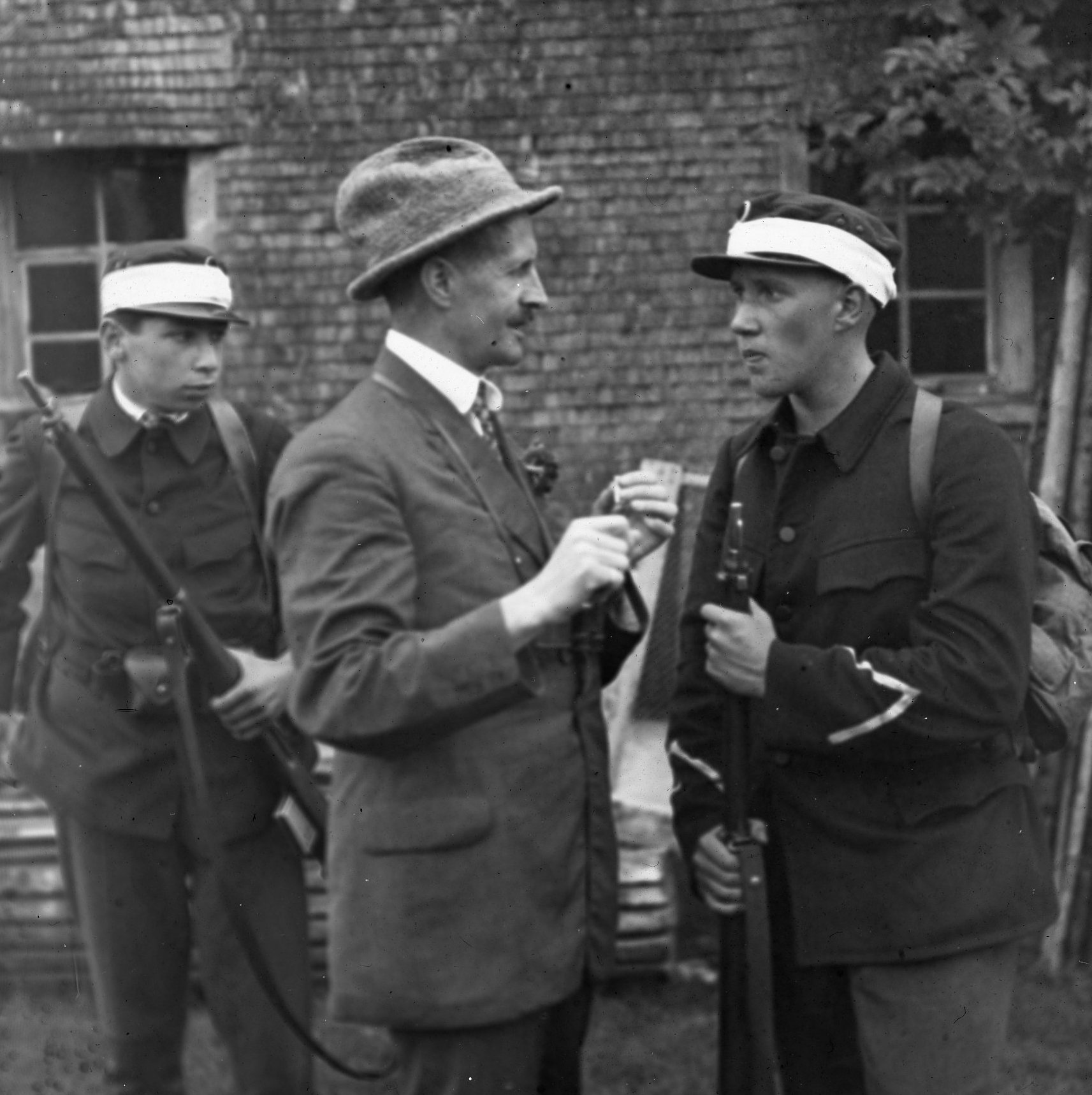
Arnold Rothenberger, Physik und Mathematiklehrer, gibt letzte Anweisungen vor der Gefechtsübung

Dass das Kadettenwesen stets mit Patriotismus in Verbindung gebracht wurde, zeigt auch der mit Pathos verfasste Text über den Kadettenausmarsch 1918. Instruktor Oswald Eugster schrieb ihn für den damaligen Jahresbericht der Kantonsschule: «Während die Maturanden unserer technischen Abteilung eben zur letzten Feuerprobe antraten, sammelte sich am Nachmittage des 24. Septembers das Kadettenkorps auf dem Landsgemeindeplatze, um die nötigen Befehle und die verfügbare Munition für einen anderthalbtägigen Ausmarsch entgegenzunehmen. Dann gings in munterem Zuge, dem sich zahlreiche Mädchen, Nichtkadetten und einige Lehrer angeschlossen hatten, bei der wunderbaren Sonne eines prächtigen Frühherbsttages über Speicher und Teufen nach Stein, wo eine willkommene Vesperverpflegung aus dem Rucksack einen ersten längeren Marschhalt brachte. Dass alle neugestärkt waren und auch die kürzeren Beine sich noch recht marschbereit fühlten, bewiesen die Fröhlichkeit, die auf dem Marsche herrschte und der stramme Einzug in Hundwil, das als Ziel des ersten Reisetages am frühen Abend erreicht wurde. Der Bezug der Kantonnemente begann, und bald zeigte sich auf dem hinterländischen Landsgemeindeplatz und in dessen Umgebung das rege, muntere Leben einer kleinen ‹Garnison›. Während hier eine Gruppe junger Vaterlandsverteidiger eifrig den eben besichtigten Ort der nächtlichen Ruhe besprach, wurde dort mit ‹Sach- und Fachkenntnis› über die kommende Nachtschlacht bei Hundwil verhandelt, zu der man um 19.00 Uhr antrat. Nachdem der Feind oberhalb des Dorfes Stellung bezogen hatte, entwickelte sich im nächtlichen Dunkel ein lebhaftes Gefecht, bei dem die Petarden tüchtig knallten und die Raketen weit in die Gegend hineinleuchteten. Dass nach dieser Anstrengung, das im ‹Bären› gut und reichlich servierte Nachtessen allen trefflich schmecken musste, ist selbstverständlich. Die daran sich anschliessende Zeit der freien Unterhaltung wird für die meisten wohl eine Hauptnummer des ganzen Programms gewesen sein, sei es, dass sie sich in freien Gruppen mit ihren besten Kameraden draussen bewegten, oder dass sie im Gasthause zum ‹Bären› nach dem wilden Kriegshandwerke der holderen Muse Terpsichore sich widmeten. Und es hätte wirklich einen recht philisterhaften, verstockten ‹Alten› gebraucht, um sich nicht von ganzem Herzen mitzufreuen und zu erwärmen an dem fröhlichen, ungezwungenen, schönen Treiben, das im Saale herrschte, bis die Zeit zuerst die jüngern und eine Stunde später auch die ältern Kadetten zur Ruhe rief. Am zweiten Morgen, der eben so herrlich aufging, wie der erste Abend untergegangen war, sah man in den Dorfstrassen Hundwils schon zeitig ein reges Leben: Die Kantonnemente mussten in Ordnung gebracht, die Decken zusammengelegt werden, und was noch alles getan werden soll, bevor ein ‹Heer› marschbereit ist. Nachdem die Brotration für die Zwischenverpflegung gefasst worden war, gings in gemütlichem Marsche hinauf auf die Hundwilerhöhe, wo eine wunderbare Aussicht das Auge entzückte und das Herz schneller schlagen liess vor Freude ob all der lauteren Pracht. Wohin das Auge sah, nichts als Wunderbares: Die schmucken und heimeligen Dörfer unseres engeren Vaterlandes, die Berggipfel des Pilatus und Rigi, ein Teil der Glarner Alpen, unsere lieben Appenzellerberge, die Vorarlbergeralpen usw., einzig der Bodensee trug seinen herbstlichen Schleier. Es war, als ob die Klarheit der Luft und das Meer von Sonne, in dem wir uns befanden, die Klarheit unseres Denkens erhöhen würde, und als ob unser Herz in vermehrter Deutlichkeit empfänglich gestimmt werde für die wunderbare Pracht unserer lieben Heimat. So waren unsere jungen Krieger patriotisch gut vorbereitet für die zweite Schlacht, um den von Osten her die heimatliche Scholle bedrohenden Feind zu schlagen. Nach mühevollem Vorrücken wurde in der Hitze der Mittagssonne schliesslich auf der Höhe des Himmelberges gestürmt. Aber noch winkten dem knurrenden Magen keine Fleischtöpfe entgegen, sondern es hiess, noch den Weg nach Haslen unter die Füsse zu nehmen. Um so besser schmeckten dort Mittagessen und Mittagsrast. Von Haslen gings über Laimensteig nach Bühler und Trogen, wo wir frühzeitig ankamen, alle gesund und munter, froh und dankbar, ein schönes Land unsere Heimat nennen zu dürfen. Das ist neben dem hygienischen der patriotische Wert dieses Kadettenausmarsches, der uns in jeder Beziehung stets in bester Erinnerung bleiben wird.»

## «Affäre Tannenzapfen»

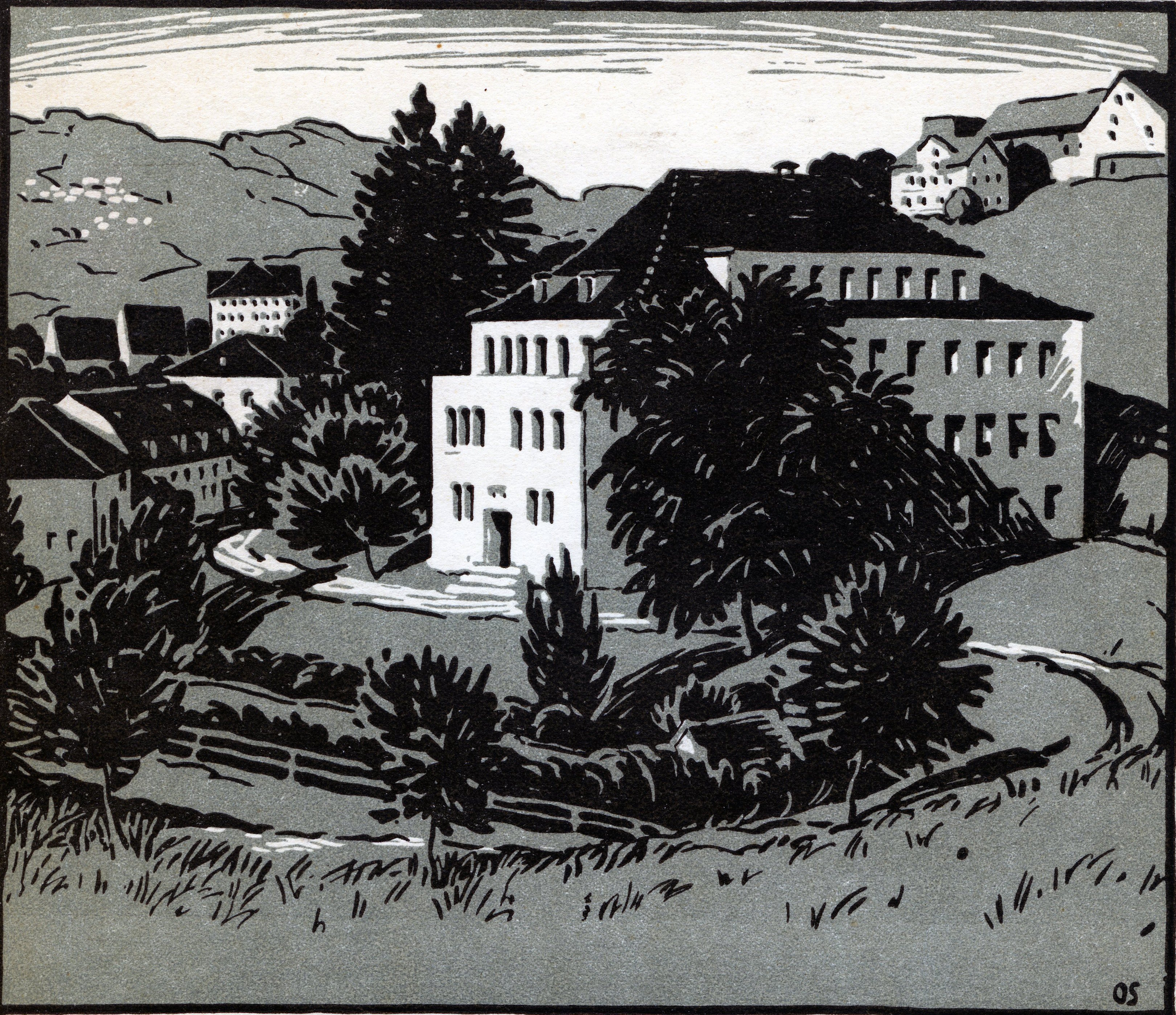
Das «Rote Schulhaus», dessen Realisierung durch die «Affäre Tannenzapfen» unversehens in Frage stand. Linolschnitt von Otto Schmid, 1931

Im Sommer 1929 geriet die Kantonsschule Trogen wegen ihrer Kadetten unerwartet ins Kreuzfeuer der Kritik. Vorausgegangen war ein Lausbuben-Beschuss mit Tannenzapfen aus dem Hinterhalt auf die Kadetten während einer Wanderung. Am 30. Juni sah sich Rektor Ernst Wildi genötigt, einen Brief an die Kantonsschulkommission zu verfassen, um den Konflikt zu erläutern, in welchem sich mittlerweile sogar der damalige Nationalrat Howard Eugster eingeschaltet hatte, weil der anstehende Neubau der KST möglicherweise auf dem Spiel stand: «Am 2. Juni hatte der Ostschweizerische Fourierverband eine ausserordentliche Übung in der Umgebung von Trogen, wozu auch ein Teil des Kadettenkorps Trogen eingeladen wurde. Als die Gruppe gegen Mittag Richtung Altstätten marschierte, wurden sie unerwartet von jungen Burschen mit Tannenzapfen beworfen. Als die Kadetten – ich hätte dies meinerseits durchaus gebilligt – die Angreifer verfolgen wollten, untersagte ihnen dies der Kolonne befehlende Fourier mit der Begründung: Man wolle keine Unannehmlichkeiten. Unsern Kadetten wollte aber begreiflicherweise nicht in den Kopf, dass man schweizerische Wehrmänner, die ausserdienstlich in Uniform üben, ungestraft so anpöbeln kann, und sie sannen auf Vergeltung. Nun marschieren scheints seit einiger Zeit Samstags Abend Jungsozialisten aus St. Gallen mit der roten Fahne und die Internationale singend durch unsere Ortschaft der Landmark zu. […] Ich hörte nur, wie die Bevölkerung z. B. am Karfreitag den Gesang und die rote Fahne in einer ländlichen Gegend als schwere Provokation empfand. Als nun gestern Abend ein Trupp Jungsozialisten – darunter einige Mädchen – wieder durch das Dorf marschierten, stellten sich ihnen rasch zusammengetrommelte Kantonsschüler in den Weg, und sie nahmen den St. Gallern, ihnen den Überfall auf die Fouriere vorwerfend, die Fahne weg. Es setzte dabei glücklicherweise keine Schlägerei, sondern beidseitig gereizte Worte ab. Als ich von dem Vorkommnis erfuhr, ging ich nach dem Abendessen ins Dorf, um zu sehen, was da eigentlich laufe. Dabei hörte ich, dass die Kantonsschüler soeben wieder einem Radfahrer, der mit einem roten Tuch durch das Dorf fuhr, das Tuch weggenommen hatten.» Wildi intervenierte nun und massregelt die Kantonsschüler: Es gehe nicht an, Polizei zu spielen, zudem sei es weder verboten, die Internationale zu singen noch eine rote Fahne zu tragen. Auf dem Dorfplatz gab der Rektor dem Vorstand der Jungsozialisten die entwendete Fahne zurück; dieser erklärte dabei, absolut nichts mit dem Überfall auf die Fouriere zu tun zu haben. Gegen die an sie gerichtete Verdächtigung, wehrte sich die sozialistische Jugendgruppe in der Ausgabe der Volksstimme vom Freitag, dem 28. Juni, indem sie auf eine Besprechung der leidigen Angelegenheit am Sonntag einlud. Von den Jungsozialisten benachrichtigt, sah sich Nationalrat Howard Eugster aus Speicher veranlasst, Ernst Wildi anzurufen, um die Sache zu schlichten, da er sich wegen der anstehenden Landsgemeinde-Abstimmung zum Erweiterungsbau der Schule Sorgen machte: Dieser dringend nötige Neubau wurde vom Appenzellervolk bereits 1920 abgelehnt und im April 1930 sollte nochmals über dieselbe Frage abgestimmt werden. Schlechte Presse und Gerüchte könnten die Stimmung gegen die Kantonsschule wenden und damit eine erneut negative Abstimmung zur Folge haben. Somit wurde der Tannenzapfenbeschuss auf die Kadetten plötzlich zum Politikum für die Kantonsschule Trogen.

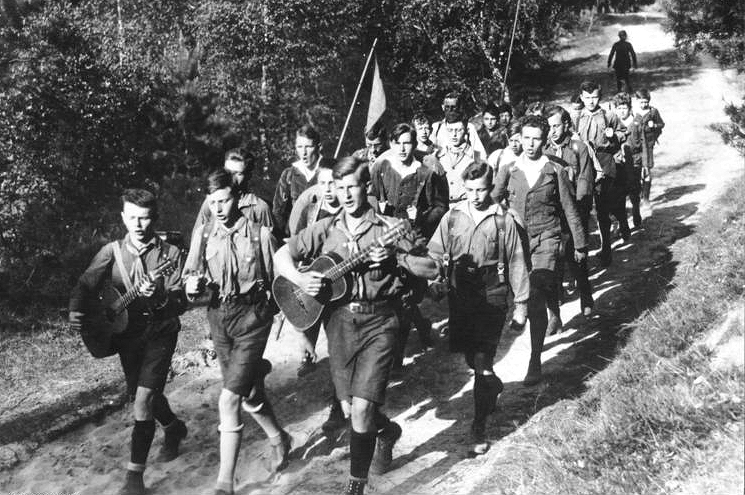
Wandervogel-Gruppe um 1930

Die Auseinandersetzung klärte sich jedoch unverhofft auf, als Rektor Wildi einen Brief erhielt, in welchem sich eine Gruppierung der damals beliebten Wandervogel-Bewegung meldete und erklärte, dass sie die Kantonsschulkadetten beschossen hätten. Darin schrieb Walter Tötdli: «Als Leiter des Gau Bodensee des Schweizerischen Wandervogels sehe ich mich veranlasst, Ihnen folgendes mitzuteilen. Am 2. Juni des Jahres sahen Mitglieder einer unserer Ortsgruppe, die sich an jenem Tag zufällig in der Gegend des Saurückens [Hügelzug Richtung Altstätten] aufhielt, wie sich eine Kolonne Fouriere vom Gäbris her nahte. Unsere Mitglieder unterbrachen das Spiel sofort und eilten auf den Grat, auf dem sich der Weg nach der Landmark hinzieht, um die dort vorbeiziehenden Fouriere zu betrachten. Voll von Übermut konnten sich einige dieser Jungen nicht enthalten, ein kleines Manöver zu arrangieren, zu welchem Zwecke sie sich einiger Tannzapfen bedienten. Eine Verhöhnung des Militärs war weder geschehen noch beabsichtigt, umso mehr sich der Wandervogel nicht mit Parteipolitik befasst, auch von einer roten Fahne kann natürlich keine Rede sein. Das Ganze war ein unüberlegter, einer momentanen Eingebung entsprungener Bubenstreich. Wie ich erfahren habe, wurde der Überfall auch von dem grössten Teil der Fouriere als Spass aufgefasst.» Damit war die Affäre allerdings noch nicht ausgestanden: Die zu Unrecht verdächtigten Jungsozialisten verlangten nun von Wildi eine Presseerklärung, welche ihre Unschuld bezeugte. Ernst Koch schrieb diesbezüglich an den Rektor: «Sie werden, wie wir Ihnen das schon betont haben, begreifen, dass wenn der Widerruf nicht zu unserer vollen Befriedigung ausfällt, wir gezwungen sind, die Sache unverblümt der Presse zu vermitteln. […] Sie werden auch verstehen, dass es bei dieser an und für sich kleinen Begebenheit doch um den Ruf Ihrer Schule geht.» Ernst Wildi verfasste eine Erklärung für die Appenzeller Landes-Zeitung und schrieb dazu an Howard Eugster: «Mehr kann und werde ich nicht tun. Wenn trotz meinen Schritten von Ihrer Partei […] die Angelegenheit zu einem Angriff auf die Schule benutzt werden sollte, so müssen wir dann eben die Folgen abwarten und sehen, wie die Bürgerschaft an der nächsten Landsgemeinde reagiert. Aber dann bin ich überzeugt, dass es nicht mehr um Recht oder Unrecht geht, sondern dass man einen willkommenen Vorwand benutzt, um der Schule eines zu versetzen. […] Die Anöderei der Fouriere und Kadetten durch die Wandervögel sehe ich nicht so harmlos an, wie sie Ihnen geschildert wurde. Dass schweizerische Wehmänner unter Pfeifen mit Tannzapfen beworfen werden, ist sicher einen neue Mode, über die ein Grossteil des Appenzellervolkes so denkt, wie ich. Doch meinerseits Schwamm über die Geschichte, wenn nicht weitere Ereignisse zwingen, darauf zurückzukommen.» Nationalrat Eugster schrieb Wildi umgehend zurück und meinte unter anderem: «Vor allem tut es mir sehr leid, dass Sie mit dieser Sache beschäftigt wurden. […] Zu einem Angriff auf die Schule wird es hoffentlich nicht kommen. Ihr Vorgehen muss beruhigend gewirkt haben. […] Dann auf Ihre Bitte, mit der Soz. Jugend zu sprechen, habe ich dieser eine Zusammenkunft auf nächsten Sonntag vorgeschlagen. Sie haben recht, neben der Seite des Rechtes gibt es auch eine solche des Taktes. Die jungen Leute […] haben ein grosses Interesse mit der Bevölkerung auszukommen. Und sie haben es eingesehen, dass wir Leute unnötig ärgern, steht nicht in unserem Parteiprogramm. […] Mit vielem Dank für Ihr verständnisvolles Eingreifen grüsst Sie in Hochachtung: H. Eugster-Züst.» Es folgten keine weiteren Misstöne und am 27. April 1930 wurde der Erweiterungsbau durch die Landsgemeinde mit grosser Mehrheit angenommen. Im August begannen die Aushubarbeiten und im Oktober 1931 war das neue Schulhaus, das wegen seines Anstriches, und nicht wegen des Rote-Fahnen-Diebstahls, den Namen «Rotes Schulhaus» erhielt, bezugsbereit.

## Literatur

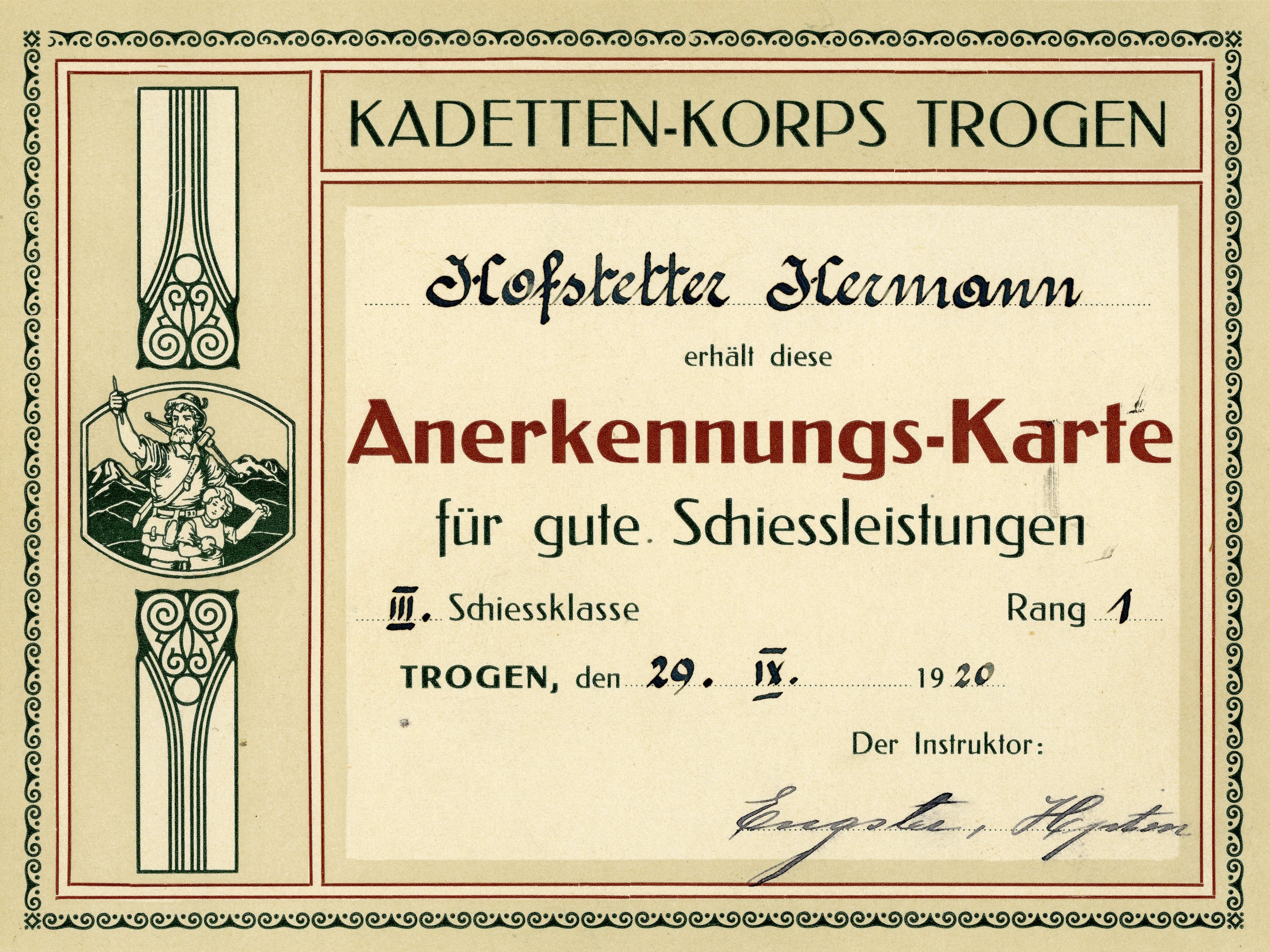
Anerkennungskarte des Trogener Kadettenkorps für gute Schiessleistungen, 1920

### Allgemein
- Jakob Heim: Zur Geschichte der Kantonsschule Trogen. In: Programm der Kantonsschule Appenzell. Eigenverlag, Trogen 1875.
- Ernst Wildi: Die Appenzell a. Rh. Kantonsschule in Trogen zum hundertjährigen Bestand. Eigenverlag, Trogen 1921.
- Walter Schläpfer: Am Rande der Schule. In: KVT-Mitteilungen Nr. 39, Eigenverlag, Trogen 1960, S. 27–32.
- Walter Schläpfer: Aus der Geschichte des Trogener Kadettenkorps. In: KVT-Mitteilungen Nr. 68, Eigenverlag, Trogen 1989, S. 72–77.
- Rudolf Widmer: Die Kantonsschule verkauft ihre alten Kadettengewehre. In: KVT-Mitteilungen Nr. 71, Eigenverlag, Trogen 1992, S. 13.
- Diverse: Rektoratskorrespondenz von Ernst Wildi, 1905–1939. Staatsarchiv Appenzell Ausserrhoden, D.027-60.
- Diverse: KVT-Mitteilungen. Eigenverlag, Trogen 1921–2008.
- Diverse: Jahresberichte der Kantonsschule Trogen. Eigenverlag, Trogen, seit 1875.
- Diverse: Unterserie Kadettenkorps Trogen. Staatsarchiv Appenzell Ausserrhoden, D.027-60-4.

### Belletristik, Autobiographisches
- Gottfried Keller: Der grüne Heinrich - Erste Fassung. Roman (1854). 1. Band, Kapitel 8, S. 164 - 174. Insel Verlag, Frankfurt am Main 1985, ISBN 3-458-17187-8.
- Robert Musil: Die Verwirrungen des Zöglings Törleß. Roman (1906). Rowohlt, Reinbek 2006, ISBN 3-499-23924-8.
- Carl Spitteler: Die Mädchenfeinde – Eine Kindergeschichte. Novelle (1907). Eugen Diederichs, Jena 1924.
- Leopold von Wiese: Kadettenjahre (1924), eingef. von Hartmut von Hentig. Langewiesche-Brandt, Ebenhausen bei München 1978 (Neuausg. der autobiografischen Jugendschrift)
- Ernst von Salomon: Die Kadetten. Roman (1933). Rowohlt, Reinbek 1979, ISBN 3-499-10214-5.